# Jugendstil

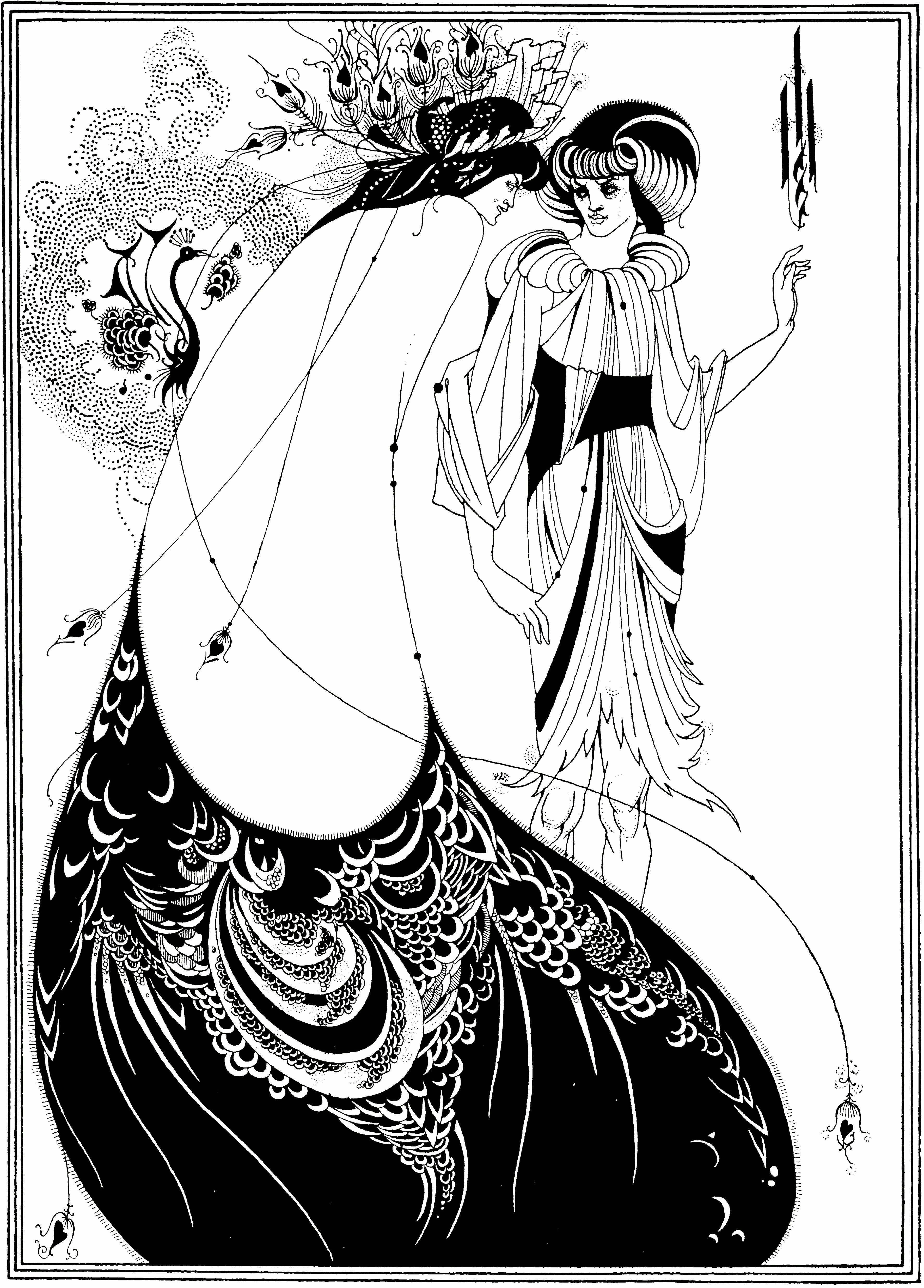
Aubrey Beardsley

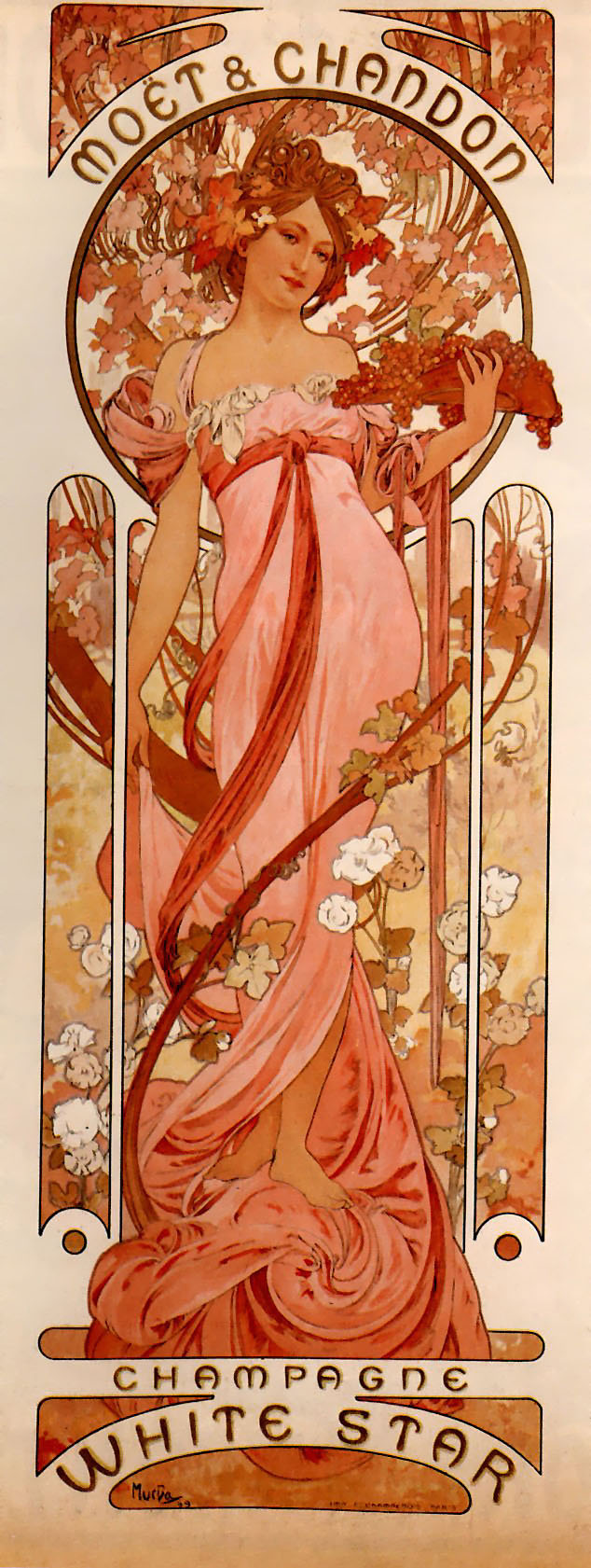
Moët & Chandon White Star van Alfons Mucha

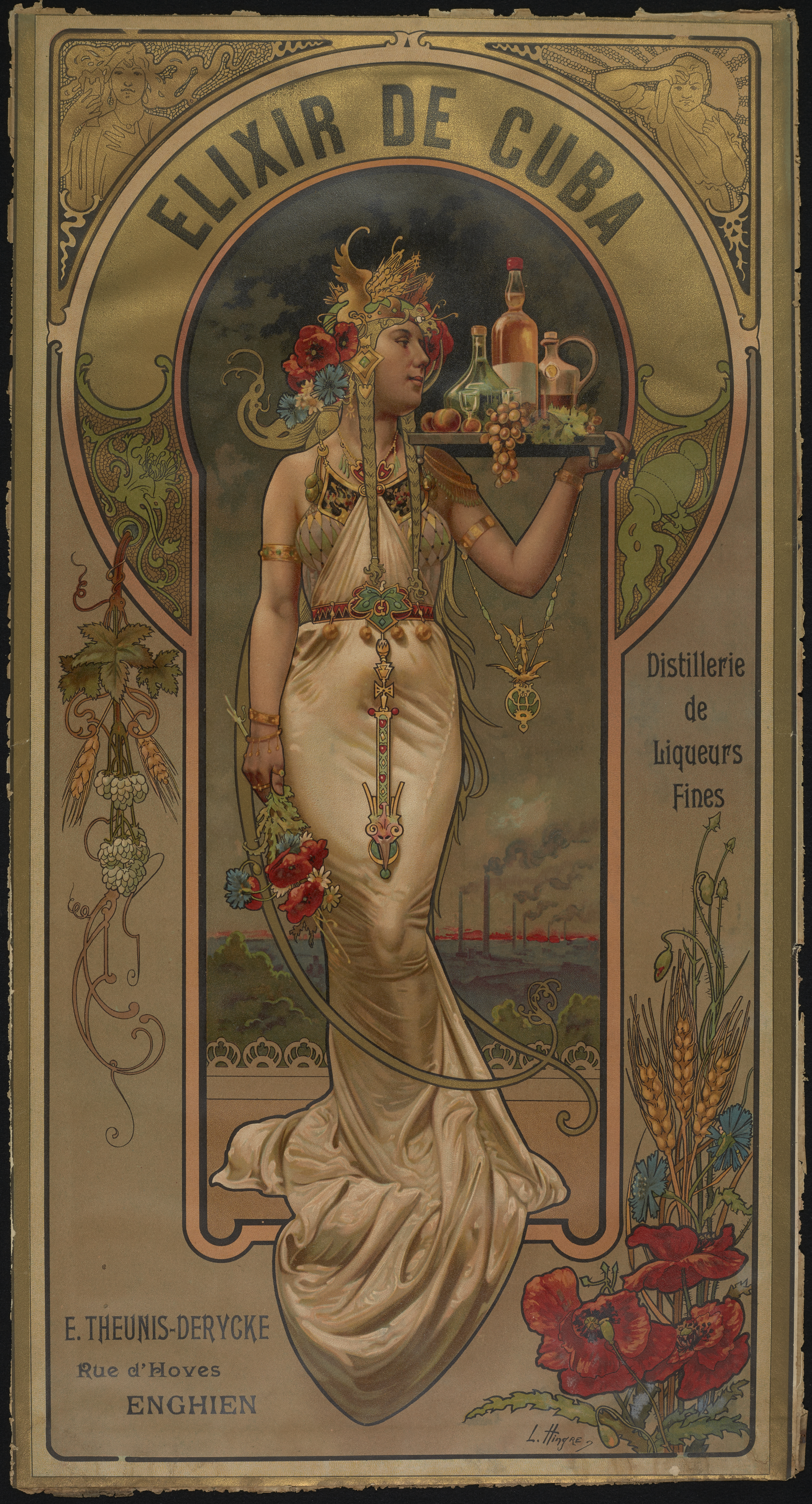
Affiche 'Elixir de Cuba' voor stokerij Theunis-Derycke, Edingen, ca. 1902, collectie Jenevermuseum Hasselt

De jugendstil of art nouveau is een kunststroming die tussen 1890 en 1914 op verschillende plaatsen in Europa populair was, voornamelijk als reactie op het vormvervagende impressionisme. De jugendstil manifesteerde zich vooral in gebruiksvoorwerpen (glaskunst, boeken, plateel, sieraden, meubels etc.), de architectuur en de schilderkunst. De stroming kende een korte maar hevige bloeitijd, die zich voornamelijk uitbreidde tijdens de belle époque. In West-Europa was de stijl ruim voor 1910 al verleden tijd, in het oosten kon hij wat langer voortbestaan.

## Benaming
De aanduiding 'jugendstil' gaat terug op de naam van het weekblad Die Jugend dat vanaf januari 1896 in München verscheen. Voor verwante stromingen die elders in Europa tot bloei kwamen zijn ook andere termen in gebruik, waarvan er een, art nouveau, evenals 'jugendstil' een overkoepelende term is geworden. Art nouveau (art-nouveau geschreven in samenstellingen) is gangbaar in België, Frankrijk en de Angelsaksische wereld, terwijl jugendstil wordt gekoppeld aan Oostenrijk en Duitsland. In het Nederlands zijn beide aanduidingen in gebruik, waarbij de Franse aanduiding art nouveau ook in de vertaling nieuwe kunst wordt gebruikt voor de uitingsvormen van de stijl in Nederland zelf. Daarnaast wordt in spottende zin gesproken van slaolie-, spaghetti- of vermicellistijl. Benamingen voor andere lokale varianten zijn de Oostenrijkse Secession, gebruikelijk in een groot deel van Oost-Europa, de Engelse modern style of Liberty style, het Catalaanse modernisme en de Russische stil modern.
Ondanks de opvallende regionale verschillen zijn er enkele kenmerken die deze stromingen verenigen: een optimistisch wereldbeeld en geloof in de toekomst, een voorliefde voor het gebruik van nieuwe, moderne technieken (in de architectuur bijvoorbeeld grote glasoppervlakken), een afkeer van symmetrie en een voorkeur voor ornamentiek, waarbij bloem- en vogelmotieven domineren.
Een jugendstilgebouw is dikwijls een Gesamtkunstwerk omdat het niet ongebruikelijk was om de in het gebouw geplaatste meubelen, ornamenten en/of siervoorwerpen speciaal met dezelfde stijlkenmerken te (laten) vervaardigen.

## Algemene kenmerken van jugendstil
Het jugendstilornament is samengesteld uit motieven die gewoonlijk asymmetrische composities vormen met een tweedimensionaal karakter, zoals men dit ziet op meubels, sieraden, lampen, bedrukte stoffen enz. De belangrijkste inspiratiebron van deze kunststroming is de natuur. De motieven zijn vaak langstelige, gracieus gestileerde planten en bloemen (lelies, kelken, irissen, papavers, rozenknop), vogels (zwanen, pauwen), libellen, de eivorm, wolken- water- en rotspartijen, vaak gecombineerd met slanke vrouwengestalten.
De bewogen lijnen waren een middel om emoties uit te drukken. Deze vormen zijn ook te zien bij de boekdrukkunst en bij decoratieve vormen van bijvoorbeeld trapleuningen, balkons en gevels. IJzer was namelijk geschikt om verwerkt te worden tot sierlijke gebogen vormen. Dat het in zoveel kunstvormen werd toegepast, kwam doordat het heel gebruikelijk was dat een architect ook meubels, zilver, glaswerken, wandversieringen en affiches ontwierp. De jugendstilkenmerken kwamen het meest tot uiting in de grafische kunst, waar de lijn het belangrijkste element is. De illustraties en de letters werden als één geheel ontworpen. Zo ontstond een combinatie van beeld en tekst.
Jugendstilproducten hebben ook vaak Japanse kenmerken zoals lege ruimten en de waaiervorm. Dat kunstenaars met de Japanse kunst in aanraking kwamen, kwam onder meer door de invloedrijke kunsthandelaar Siegfried Bing. Hij was erg onder de indruk van de Japanse cultuur die vanaf 1854 op de Europese en Amerikaanse markt kwam. Bing specialiseerde zich in deze kunst en had veel Japanse kunst in zijn Parijse galerie L’Art Nouveau, waaraan de stroming haar Franse naam ontleent.
De letters werden in de jugendstilperiode zo min mogelijk geassocieerd met de drukkunst en de mechanische productie. In één tekst kon men meerdere letterhoogten aantreffen doordat enkele of meerdere letters vergroot of verkleind werden.
Gewijzigde sociale en economische omstandigheden en de toepassing van nieuwe materialen zoals beton, brachten na de Eerste Wereldoorlog het einde van de jugendstil. In het midden van de jaren zestig van de twintigste eeuw beleefde de jugendstil, vooral in ontwerpen voor affiches en textiel, een nieuwe bloei. De lettervormen, vooral de initialen uit de jugendstil- of art-nouveauperiode, inspireren nog steeds veel kalligrafen.

## Geschiedenis van de jugendstil

### Voorgeschiedenis: arts-and-crafts

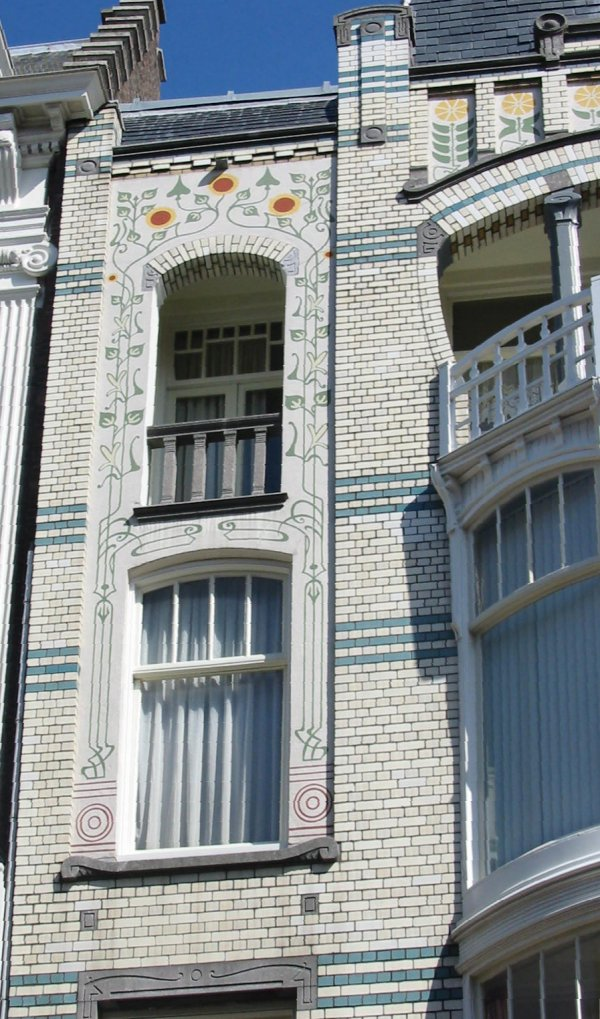
Versieringen op woonhuis in de Kettingstraat in Den Haag

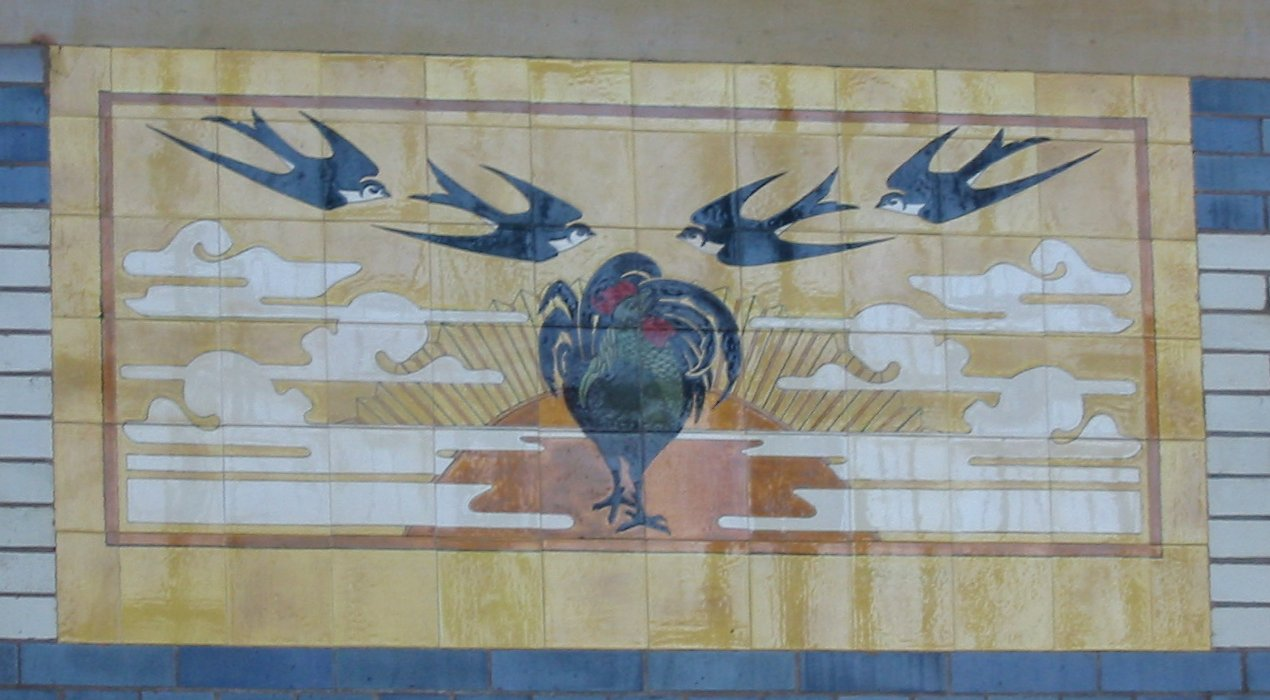
Tegeltableau in Station Haarlem

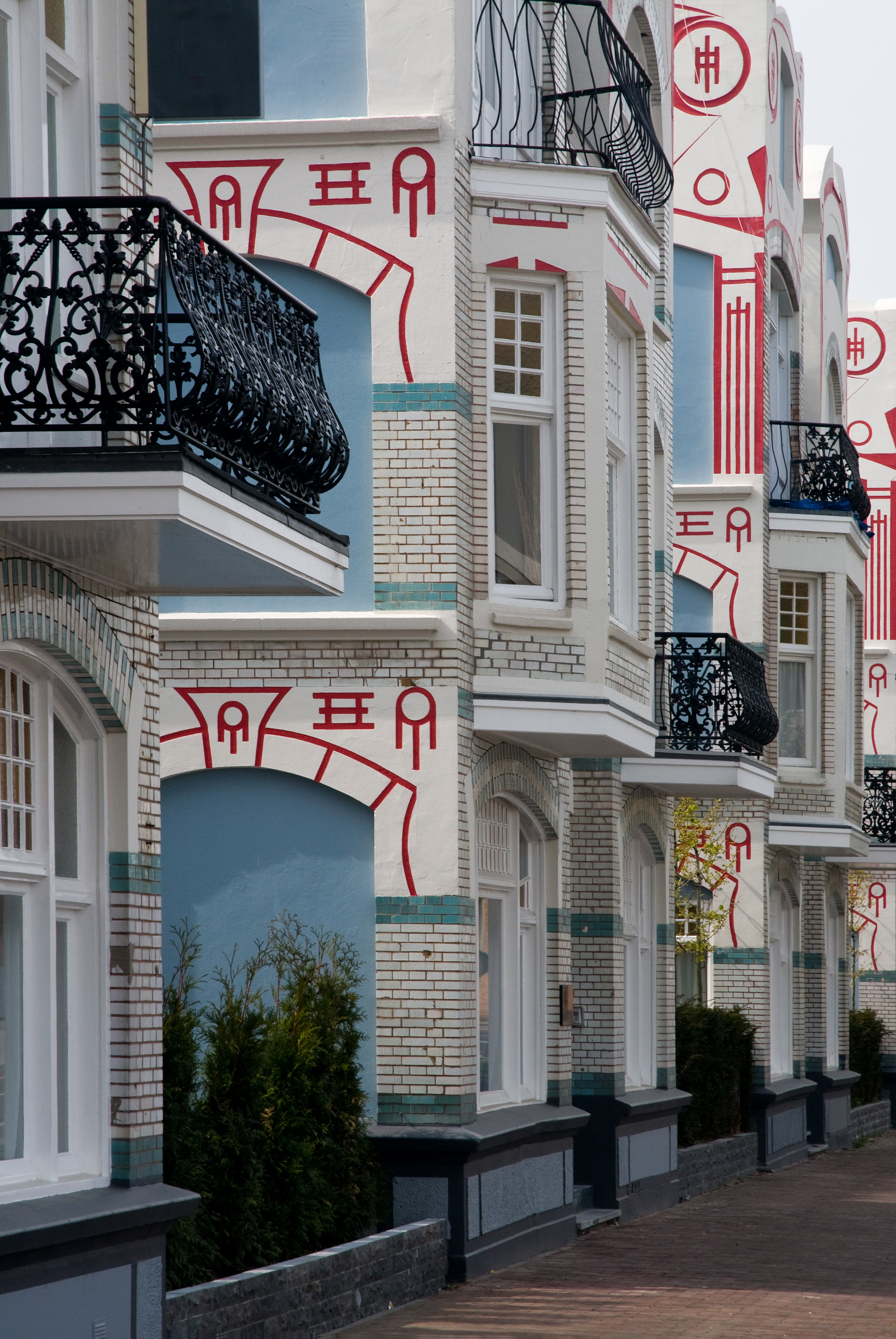
Vier jugendstilpanden aan de Spuistraat in Vlissingen. Foto: Mgompie

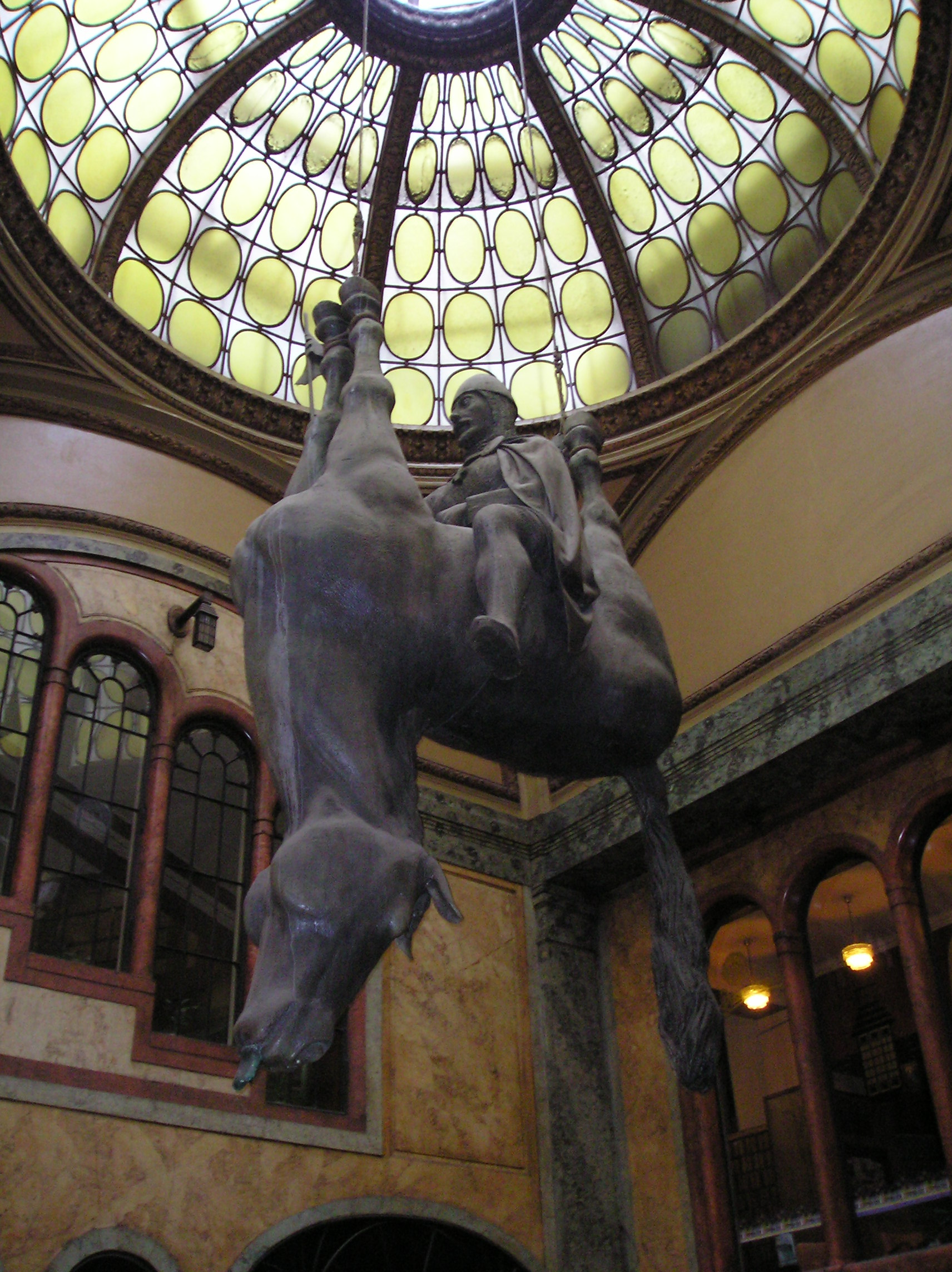
Lucernapassage Praag

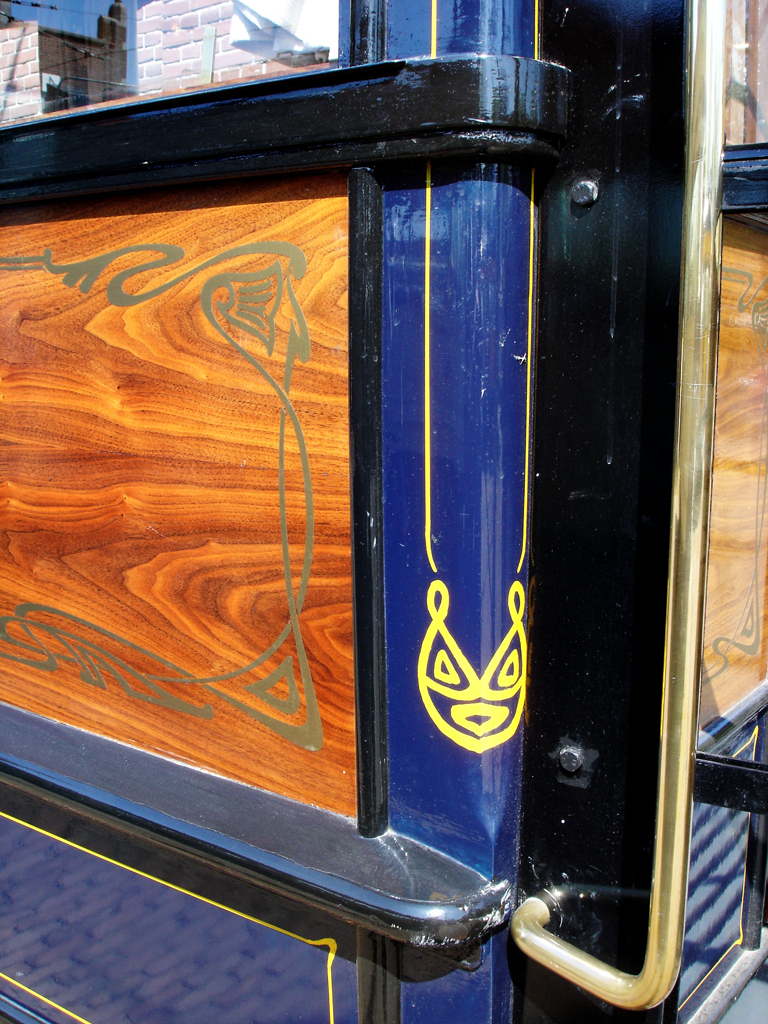
Jugendstilbeschildering op trams was in het begin van de jaren 1900 gebruikelijk. Hier een Amsterdamse museumtram

De basis van de jugendstil lag in Engeland. Door de industriële revolutie hechtte men daar rond 1850 erg veel waarde aan alles wat met mechanisatie te maken had. Het eerlijke en eenvoudige handwerk was uit de gratie. Een machinaal vervaardigd product had voor de mensen in die tijd veel meer waarde dan een product dat door ambachtslieden was gemaakt. De industriële revolutie vierde hoogtij. Men verdiende veel in die tijd want de productie was goedkoper geworden. Mensen voelden zich rijk en wilden daarom ook dingen hebben die de echte rijken hadden. Daarom werden vroegere stijlen geïmiteerd en snel en slordig gemaakt om aan de vraag te voldoen. Zo had ook de kalligrafie, de met de hand vervaardigde werken in schoonschrift (monniken), in die tijd afgedaan. Dat kwam in dit geval door de opkomst van de drukpers. Maar er waren mensen die dit klakkeloos imiteren verwierpen en de met de hand gemaakte, traditionele producten wilden beschermen en zelf weer wilden gaan maken. Men vond dat men zelf moest kunnen waarnemen hoe een product tot stand was gekomen. Zo ontstond de arts-and-craftsbeweging.
Als reactie op allerlei neostijlen (stijlimitatie, kitsch, slordige machinale uitvoering) ontstond in Engeland aan het eind van de negentiende eeuw, de 'Arts and Crafts movement'. Deze beweging, door John Ruskin en later vooral door William Morris gepropageerd, wilde een hervorming bewerkstelligen door de producten niet meer door machines te laten maken maar weer over te gaan op ambachtelijke vervaardiging. Het ideaal was: fraaie, degelijke objecten maken voor de gewone man. Het was niet direct een ontwerp-stijl maar meer een ontwerp-principe. De arts-and-craftsperiode heeft dus geen herkenbare stijlkenmerken. (Helaas was het te kostbaar voor de gewone man. Kunstzinnig was het geslaagd, sociaal faalde het.) Het ontstaan van vele vormen van de nieuwe kunst blijkt dan ook vaak door de Engelse arts-and-crafts te komen. De ideeën van de arts-and-craftsbeweging werden overgenomen in Amerika (Tiffany) en een groot deel van Europa, het eerst in België (onder anderen Van Rysselberghe, Horta, Van de Velde), in Frankrijk (onder anderen Mucha, Toulouse-Lautrec), in Nederland (onder anderen Toorop, Cuypers, Dijsselhof, De Roos), in Schotland (Mackintosh), in Duitsland (Eckmann), in Oostenrijk (Wagner), in Spanje (Gaudí) en in Italië, Hongarije en Scandinavië (Kopenhagen).

### William Morris
William Morris (1834-1896) stichtte in 1861 een atelier waar veel vormen van kunstnijverheid werden beoefend. Hij wordt, hoewel zijn stijl zich niet ontwikkelde tot de bekende zweepslag, door zijn denkwijze gezien als de grondlegger van de jugendstil/art nouveau.
Volgens Morris was kalligrafie te beschouwen als ware kunst en zo propageerde hij het ook. Mensen die kalligrafeerden konden zich verder gaan ontplooien en zich kalligraaf noemen. Kalligrafie werd weer een gerespecteerde kunstvorm en kalligrafen werden weer als kunstenaars gezien. Morris en zijn leerlingen hielden zich bezig met het kalligraferen en illustreren van boeken, met het ontwerpen van glas-in-loodramen, met het ontwerpen van behangmotieven, met houtsnijkunst en met het ontwerpen en borduren van wandtapijten. De invloed van Morris was snel merkbaar in andere landen van Europa, en zelfs in de Verenigde Staten van Amerika. Morris ging helemaal terug naar de oorspronkelijke manier van kalligraferen. Kalligrafische letters mochten volgens zijn beginselen, alleen maar geschreven worden met de ganzenveer of met het penseel. De drukletters die de kalligrafische lettervormen (zoals de gotische letters) hadden vervangen, moesten van Morris verdwijnen. Hij stichtte ook de Kelmscott Press (1890) waar sierlijke vrouwengestalten en bogen van plantenstengels enz. bij boekillustraties veel gebruikt werden. Een andere bekende, jong gestorven, Engelse kunstenaar was Aubrey Beardsley (1872-1898). Hij maakte affiches in een persoonlijke art-nouveaustijl. Hij gebruikte veel ononderbroken, asymmetrische slingerlijnen en eenvoudige zwart-wit vlakken. Hij liet zich, net als andere jugendstil-/art-nouveaukunstenaars inspireren door het Oosten, de Middeleeuwen, het Keltisch vlechtwerk, de achttiende eeuw en de ornamentiek in de renaissance. Hoewel er sprake was van een nieuwe stroming, waren er grote verschillen in de diverse landen.

### Art nouveau en Siegfried Bing
Op het Europese continent heerste alom bewondering voor de arts-and-crafts. Men begreep de uitdaging om een nieuwe kunstvorm te scheppen, gebaseerd op inventieve creativiteit en gedegen vakmanschap. Ook hier ging men voorbij aan het sociale element wat toch een belangrijk uitgangspunt was. Zodoende is art nouveau al vanaf het prille begin een luxe, kostbare kunst geweest en slechts betaalbaar door een handjevol liefhebbers.
Ideeën en werk van de arts-and-crafts drongen op het continent het eerst door tot de Belgische kunstenaars in Brussel. Daar ondertekenden in 1883, 20 kunstenaars het manifest van de kunstenaarsgroep "Les Vingt" (De Twintig). De groep had tot doel de progressieve, artistieke krachten te bundelen en gezamenlijke salons te organiseren. De groep was hoofdzakelijk Belgisch, maar had nauwe contacten met de Parijse, Nederlandse en Engelse moderne kunstwereld. De Vingt-leden waren enthousiast over de geschriften van onder anderen William Morris en Walter Crane. Crane gebruikte golvende lijnen die we in de omslag van de catalogi van Les Vingt terugvinden. Hierop zien we ook dat er gebruik wordt gemaakt van het lege vlak, een belangrijk kenmerk dat men van de Japanse kunst heeft overgenomen.
Siegfried Bing (1838-1905) was van Duitse oorsprong en opgegroeid met de handel in porselein en luxe goederen. Hij verdiende eerst de kost met de productie van nieuw ontworpen serviezen. Al gauw specialiseerde hij zich in de Japanse kunst. Maar de markt voor de Japanse kunst raakte in de jaren tachtig en negentig geleidelijk overvoerd. Bing zocht en vond nieuwe uitdagingen in onder meer de Verenigde Staten. Daar kwam hij in contact met Tiffany. Hij gaf opdrachten om onder andere glas-in-loodramen te laten maken in de fabriek van Tiffany in New York. Tiffany was lid van een groep kunstenaars die een bijzondere schilderwijze toepaste. Ze schilderden de natuur zoals ze deze ervoeren in ongemengde kleuren. De kleurvlakken werden duidelijk door lijnen van elkaar gescheiden. Aan leden van dezelfde groep Nabis-kunstenaars vroeg hij voor zijn nieuwe galerie ontwerpen te maken voor meubilair, textiel, serviezen en boekbanden. Dat was heel ongebruikelijk voor een kunsthandelaar en zo kreeg hij de naam een promotor te zijn. Die nieuwe galerie in de Rue de Provence werd in 1895 geopend en heette L’Art Nouveau. L’Art Nouveau was een progressieve salon waar jonge kunstenaars hun nieuwe kunst exposeerden. Zo kwam deze kunststroming aan zijn naam. Bing was dus een grote stimulator van de vernieuwende kunst.
Er zijn verschillen tussen de Belgische en Franse art nouveau. In België werden de plantmotieven vaak gestileerd. Daar ontstond de nu zo bekende dynamische "zweepslag" van Victor Horta (1861-1947) en Henry Van de Velde (1863-1957). Horta en Van de Velde gelden als twee van de belangrijkste vertegenwoordigers van de stroming. In Brussel bevindt zich ook het Hortamuseum.
In Frankrijk werden de plantenstengels en bloemknoppen niet zo gestileerd overgenomen maar meer hoe ze er in het echt uitzagen. De ontwikkeling van affiches gaf de kunstenaar een geheel nieuw werkterrein. Door het ontwerpen van affiches, werkten verschillende takken van kunst samen. Daardoor ontstond er eenheid in de grafische- en schilderkunst, in combinatie met de typografie (letterkunst).
Er zijn nu nog veel affiches in art-nouveaustijl van Belgische en Franse kunstenaars bekend. Bijvoorbeeld die van Alfons Mucha (geboren in Tsjecho-Slowakije en bekend geworden door zijn ontwerp voor Sarah Bernhardt) en van Henri de Toulouse Lautrec staan nog volop in de belangstelling. Mucha creëerde een geheel eigen stijl door op het Hebreeuws geïnspireerde letters te gebruiken. Zijn getekende vrouwenfiguren waren vaak spaarzaam gekleed. Hij produceerde enorm veel. In 2006 was er nog een tentoonstelling in Rotterdam over zijn werk. Nog een voorbeeld van de Franse art nouveau zijn de metro-ingangen van Hector Guimard (1867-1942) in Parijs, voor velen de bekendste voorbeelden van de Franse art nouveau.
In Frankrijk bloeide de art nouveau vooral in Parijs en Nancy (L’École de Nancy). Deze laatste stad ontwikkelde zich mede dankzij de activiteiten van de glas- en meubelontwerper Émile Gallé (1846-1904) rond 1900 tot een belangrijk centrum van vernieuwende architectuur en kunstnijverheid.

### Jugendstil
Al in 1896 had de nieuwe jugendstil in Duitsland en Oostenrijk zijn naam gekregen door het tijdschrift "Die Jugend", een door Georg Hirth uitgegeven geïllustreerd weekblad "für Kunst & Leben" in München. Het lettertype had daar al de kenmerkende vormen van deze nieuwe stijl. Otto Eckmann illustreerde de eerste jaargangen met karakteristieke vignetten en randversieringen. Al in het eerste hoofdartikel brak Hirth een lans voor de kunstvernieuwing. De term Jugendstil verscheen in een tekst van de revue Insel van Rudolf Schröder, in hetzelfde jaar. In 1899 werd het tijdschrift "Die Woche" opgericht. Dat was de aanleiding voor Eckmann om zijn eigen alfabet te ontwikkelen voor de Rudhardsche Schriftgiesserei (Lettergieterij) in Offenbach, compleet met randversieringen en vignetten. Dit werd het klassieke schrift van de jugendstil. Het diende als voorbeeld voor alle later getekende lettertypen.
Duitse jugendstilontwerpers gebruikten gestileerde, natuurlijke elementen. Ze zijn vaak zo gestileerd dat er geen duidelijk planten- of dierenmotief te herkennen is. De kenmerkende zweepslag komen we natuurlijk ook tegen.
De beroemde Belgische architect Henry Van de Velde vestigde zich in Weimar. Daar versoberde zijn stijl en uiteindelijk werkte ook hij in deze gestileerde jugendstil.

### Glasgowstijl

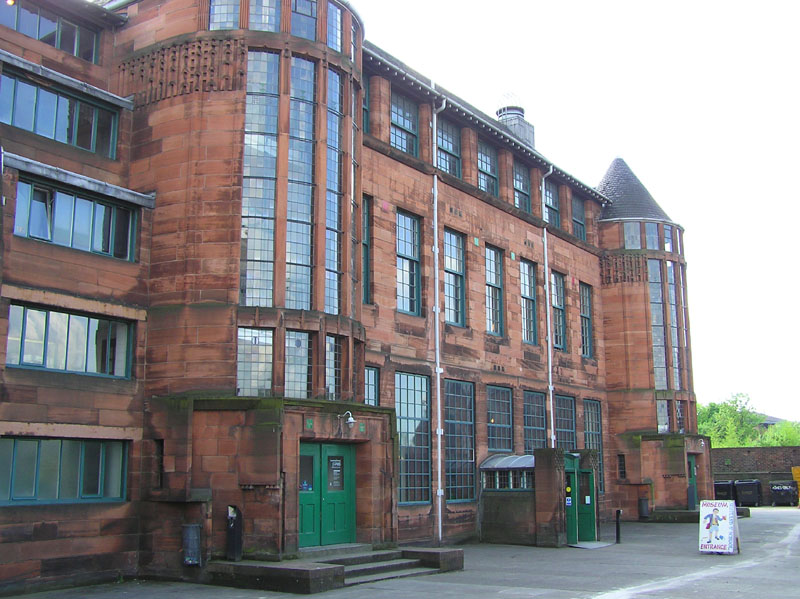
De noordelijke façade van Charles Rennie Mackintosh's Scotland Street School in Glasgow, Schotland.

De Schotse havenstad Glasgow groeide in de tweede helft van de negentiende eeuw uit tot een groot industriegebied. Zodoende kwam men ook in contact met culturen buiten Groot-Brittannië, zoals Japan. Zowel de Engelse als de Japanse invloed is terug te vinden in het werk van een van de belangrijkste ontwerpers van die tijd: Charles Rennie Mackintosh (1868-1928). Hij vormde samen met zijn vrouw en nog twee anderen "The Glasgow Four". Kenmerkend voor hun werk is een elegante, verticale lijnvoering.
Veel voorkomende motieven in zijn werk zijn de rozenknop en de eivorm. Een van de belangrijkste werken van Macintosh is de Glasgow School of Art (1896-1909). Na 1910 maakte hij geen werken meer van belang. In eigen land kreeg hij niet veel respons, maar in Duitsland en Oostenrijk toonde men veel interesse.

### De Sezessionstil

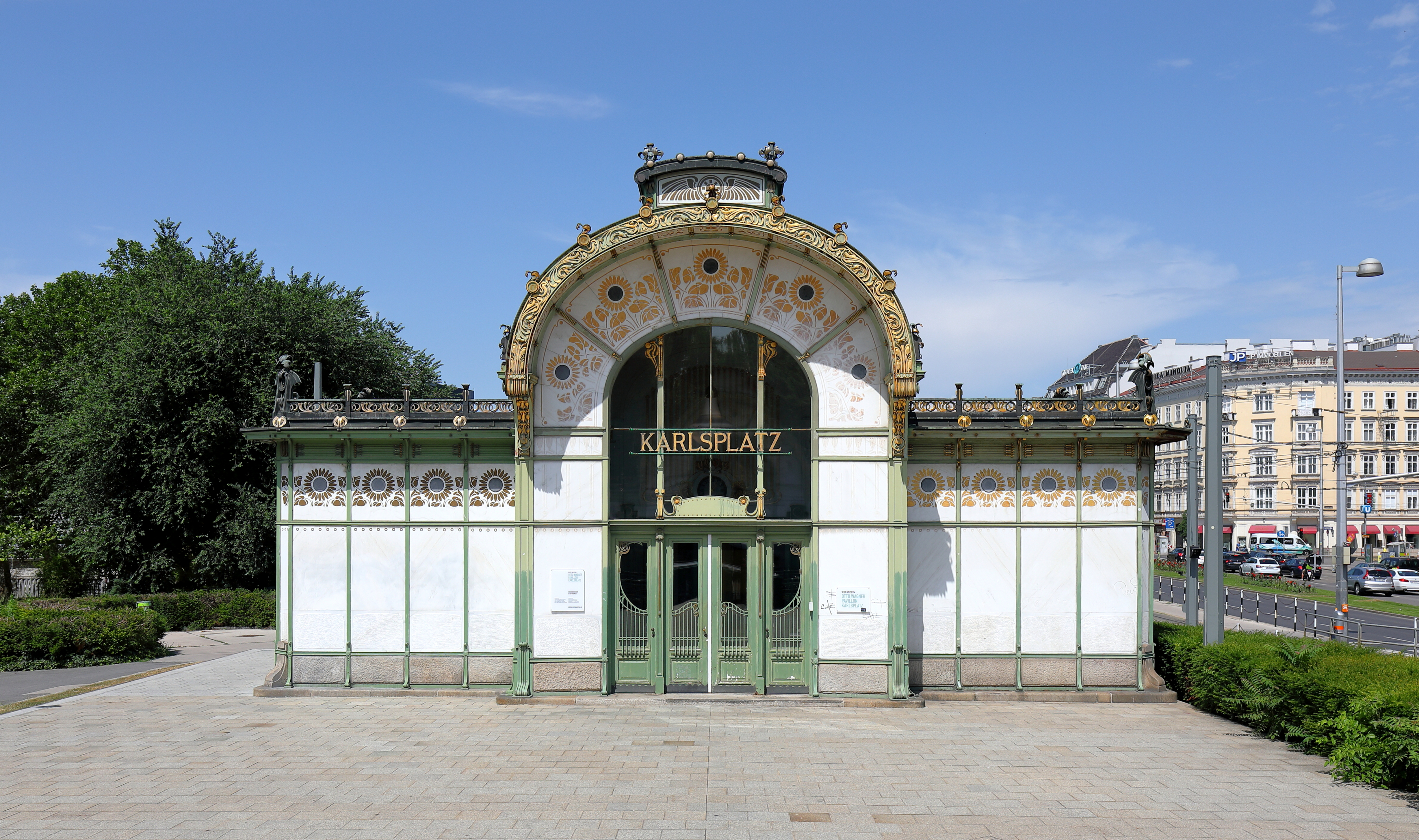
Otto Wagners Station Karlsplatz in Wenen

De architect Otto Wagner (1841-1918) is hiervan de bekendste. De schilder Gustav Klimt (1862-1918) richtte de Sezessiongroep op, samen met Josef Hoffmann (1870-1956) en Joseph Maria Olbrich (1867-1908). Het was een progressieve kunstenaarsvereniging. Joseph Olbrich ontwierp in 1897 het tentoonstellingsgebouw in Wenen en het affiche van de eerste tentoonstelling van het gezelschap. In Josef Hoffmans gestileerde bloemen is duidelijk de stijl van Mackintosh te zien. Hij maakte strakke, elegante ontwerpen. Olbrich vertrok naar Duitsland en behoort óók tot de kunstenaars van de Duitse jugendstil. In Duitsland had hij de leiding over de bouw van de kunstenaarskolonie te Darmstadt. Hij had de supervisie over de opzet en uitvoering van het atelier- en tentoonstellingsgebouw én de zeven huizen voor kunstenaarsbewoning. Hij ontwierp zelf zes huizen en het atelier- en tentoonstellingsgebouw. In de interieurs valt vooral het mozaïekachtige kleurgebruik op.

### De Wiener Werkstätte
In 1903 werden de Wiener Werkstätte (Weense werkplaatsen) opgericht. Hierin werkten veel soorten kunstenaars samen. Er waren veel overeenkomsten met de gildegedachte van de Engelse arts-and-craftsbeweging. In veel ontwerpen van de Weense school is de decoratie kleurig.

### Peter Behrens
Peter Behrens (1868-1940) ontwierp zijn eigen (het zevende) huis in Darmstadt en vestigde hiermee meteen zijn naam als ontwerper. In de kunstnijverheidsontwerpen van bijvoorbeeld meubels, lampen en grafisch werk van Behrens, is duidelijk te zien waarin de Duitse jugendstil zich onderscheidt van de Oostenrijkse en Schotse. De Duitse jugendstil maakt gebruik van natuurlijke elementen en construeert daar de hoofdvorm mee. (De vrouw is tegelijk de poot van een lamp, de schelpvormige waaier is tegelijk de kap van een lamp.) Constructie en decoratie zijn op deze wijze versmolten. Hij maakte onder meer ook AEG bekend door tal van covers. Later ontwierp hij ook nog lampen, ventilatoren, posters en meer.

### Nieuwe Kunst
Ook in Nederland kwamen er vernieuwingen in architectuur en toegepaste kunsten. Er werden verschillende, soms spottende, namen voor deze stijl verzonnen zoals: vermicelli-, slaolie-, Berlage- of Binnenhuisstijl of style nouille, vanwege de lijnen.
De term 'slaoliestijl' is afkomstig van een ontwerp voor een affiche uit 1893 van de Nederlandsche Oliefabrieken (NOF) Calvé-Delft ter promotie van de 'Delftsche slaolie'. Het was een van de eerste uitingen van de Nederlandse art nouveau, gemaakt door Jan Toorop. In zekere zin heeft Toorop als voorbeeld gediend voor een andere grote (Oostenrijkse) jugendstilkunstenaar, Gustav Klimt.
De andere benamingen kwamen voort uit zeer uiteenlopende uitgangspunten en verschijningsvormen, die te onderscheiden waren. Uit gemak werd de Nederlandse nieuwe stijl uiteindelijk maar bij de internationale art nouveau of jugendstil ingedeeld. Dat belangrijke onderdelen van de Nederlandse stijl tóch een geheel eigen richting vertegenwoordigen, heeft in 1960 geleid tot het in gebruik raken van de benaming Nieuwe Kunst. Deze benaming geeft, net als jugendstil en art nouveau, aan dat de stroming nieuw en jong was en zich wilde onderscheiden van voorgaande stijlperiodes. De meest geliefde vorm van versieren in de Nieuwe Kunst was een geometrische figuur, soms in de vorm van blokjes of een serie blokjes, soms sterk gestileerde planten of dieren. Dat zien we onder andere in het werk van Jac. van den Bosch.
De mooiste voorbeelden van Haagse art nouveau zijn te vinden in de producten van de aardewerk- en porseleinfabriek Rozenburg, die een vrije interpretatie van de Oosterse invloed en de florale Frans-Belgische art nouveau laten zien, met de kenmerkende golvende art-nouveau-belijningen.

### Cuypers en Berlage

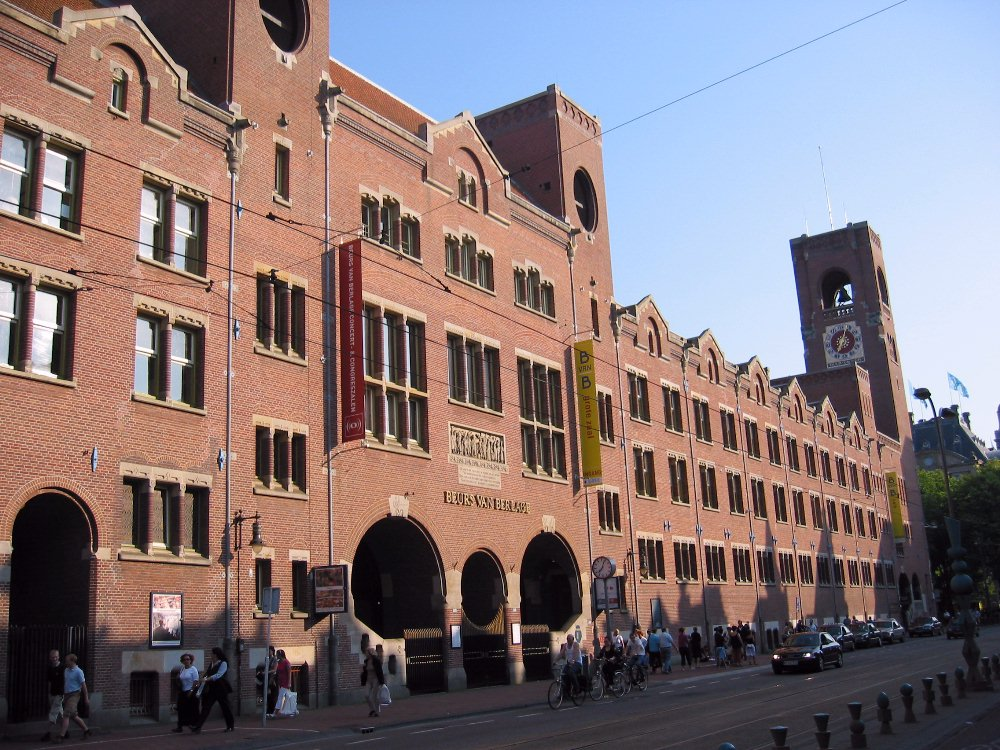
Beurs van Berlage, Amsterdam.

In Amsterdam bleef de invloed van de bouwmeester Pierre Cuypers (1827-1921) groot. De architect Hendrik Petrus Berlage (1856-1934), die ook in Amsterdam woonde, richtte in 1900 "'t Binnenhuis" op, dat was een "Inrichting tot Meubileering en Versiering der Wooning" (Binnenhuisstijl). Het Binnenhuis gaf onderdak aan ontwerpers uit alle takken van de kunstnijverheid zoals de graficus Sjoerd H. de Roos (1877-1962), de meubel- en interieurontwerpers Jac. van den Bosch (1868-1948) en Chris Lebeau (1878-1945). Berlage had een eigen stijl, hij bracht bijvoorbeeld in het ontwerp van zijn stoelen een duidelijke scheiding aan tussen de rechte zitting en leuning (Berlagestijl). Dat was heel anders dan de gebogen houten delen die in Den Haag ontworpen werden. Zijn belangrijkste gebouw in Amsterdam uit deze periode is de Beurs (1884-1903), waaraan ook andere kunstenaars als de schilders Jan Toorop (1858-1928) en Richard Roland Holst (1869-1938) meewerkten.
Berlage heeft veel interieurs ontworpen. Hij had geconstateerd dat elke vernieuwing in een stijlperiode begon met een duidelijke reactie op de voorgaande. Daarbij zou eerst de grafische kunst, dan de toegepaste kunst en pas als laatste de bouwkunst aan de beurt zijn. Deze volgorde ging in de 'Nieuwe Kunst' net zo.

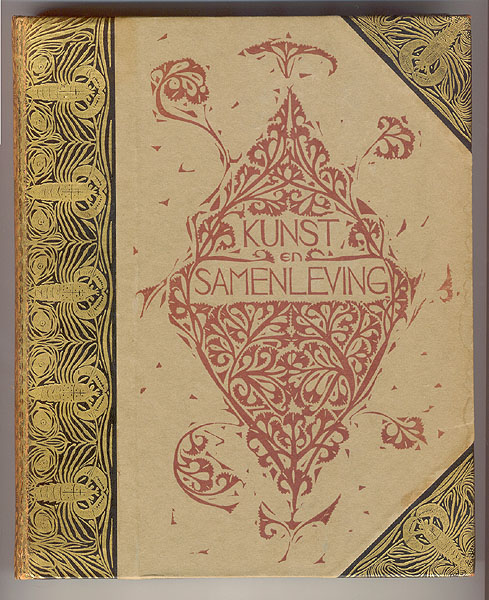
Kunst en samenleving. Bandontwerp en illustraties G.W. Dijsselhof

Vanaf ongeveer 1892 maakten jonge ontwerpers zich los van de invloed van Cuypers, mede omdat hij vasthield aan zijn historiserende stijl. Dit zien we in het werk van bijvoorbeeld G.W. Dijsselhof (1866-1924). Voor de Amsterdamse arts W. van Hoorn ontwierp hij tussen 1895 en 1903 een kamer met een houten betimmering en gebatikte wandbekleding. Deze kamer is bewaard gebleven en staat sinds 1935 als 'Dijsselhofkamer' opgesteld in het Gemeentemuseum te Den Haag. In zijn werk maakte Dijsselhof gebruik van gestileerde, aan de natuur afgeleide motieven, die geen diepte suggereren. Hij ontwierp in 1893 vignetten en de band voor het boek Kunst en Samenleving, het door de criticus en illustrator Jan Veth (1864-1925) vertaalde werk The Claims of Decorative Art van de Engelse arts-and-craftsontwerper en illustrator Walter Crane (1845-1915). Dit werk had grote invloed op Nederlandse kunstenaars en is een goed voorbeeld van de Nederlandse art nouveau (of 'Nieuwe Kunst').

### Jan Toorop

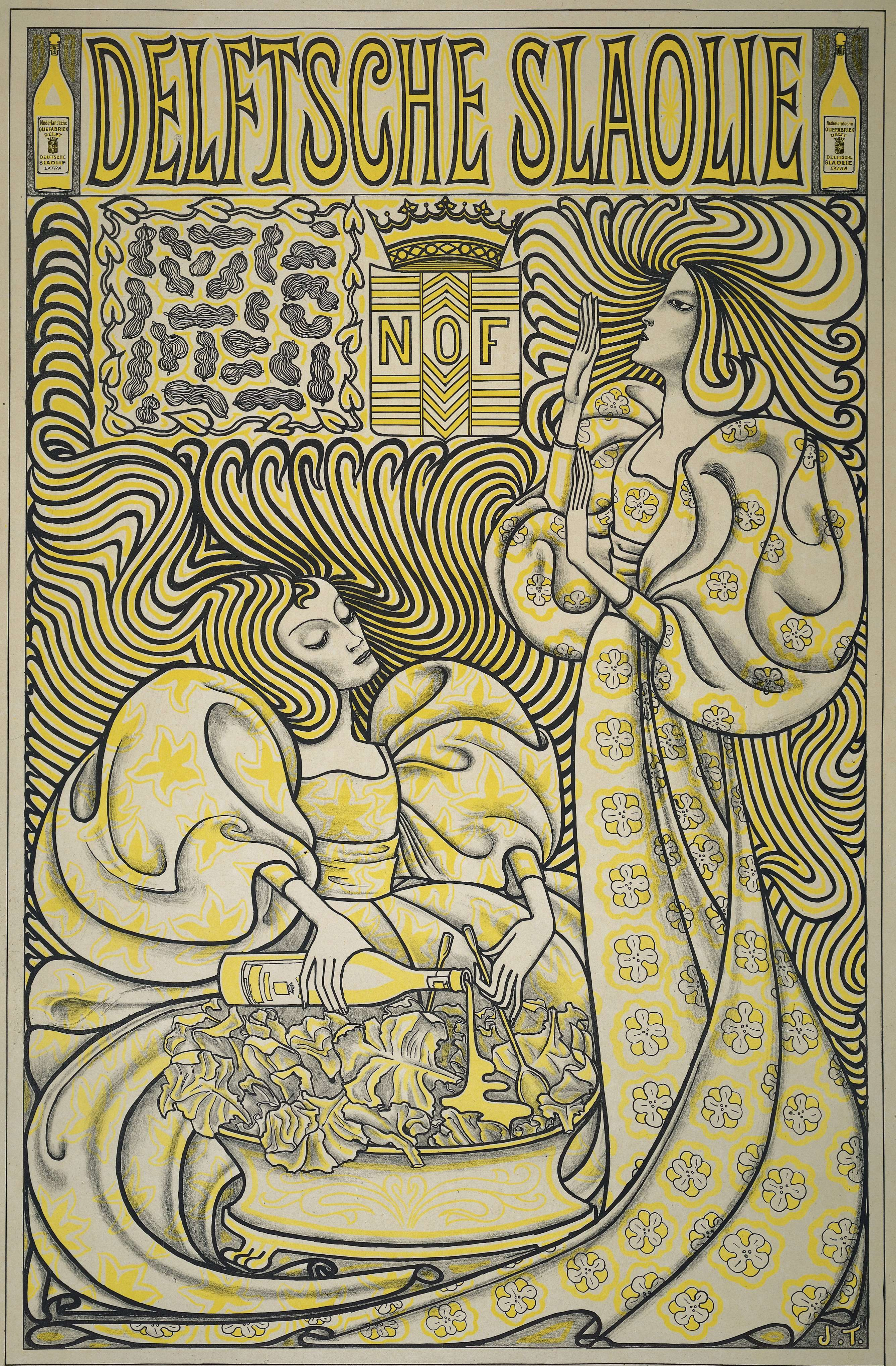
"Delftsche Slaolie", door Jan Toorop.

In Rotterdam, Delft en Den Haag kreeg de florale Belgische art nouveau met zijn golvende constructies een flinke aanhang. Een beroemd voorbeeld van Haagse art nouveau is het afficheontwerp van Jan Toorop voor een Delftse slaoliefabriek, de NOF Calvé-Delft (1894, 'slaoliestijl') . In het ontwerp van Toorop is alle diepte vermeden en hij heeft niet geprobeerd om er een schilderij van te maken. De vlakken naast de vrouwenfiguren zijn helemaal opgevuld met golvende lijnen.
Ook de boekbandontwerpen van Toorop, bijvoorbeeld voor het werk van Louis Couperus, zijn vaak op deze manier vormgegeven.

### Gaudí
Antoni Gaudí (1852-1926) was een Spaanse architect. Zijn belangrijkste bouwwerken staan in Barcelona. Deze zijn vaak grillig van vorm, versierd met mozaïeken van glas, gebroken tegels en origineel smeedwerk. Zijn werk wijkt erg af van dat van zijn tijdgenoten. Hij streefde ernaar om architectuur een organisch onderdeel van de natuur te laten zijn. Door zijn bizarre fantasie leidde dat tot zeer ongebruikelijke bouwvormen. Ook zijn meubelen en andere kunstnijverheidsobjecten worden gekenmerkt door abstracte vormen en een vervreemding van het voorwerp. Zijn beroemdste werk is de kerk Sagrada Família in Barcelona, begonnen in 1882 en tot nu toe onvoltooid gebleven. Dat was tevens zijn favoriete project. Doordat Gaudí vele vormen aan de natuur ontleende, wordt zijn stijl "biologisch" genoemd.

### Tiffany
Louis Comfort Tiffany (1848-1933) staat bekend als de Amerikaanse art-nouveaukunstenaar van gekleurd glas. Hij is de zoon van een beroemde juwelier in New York. Door zijn grote nieuwsgierigheid naar nieuwe dingen begon hij aan een aantal experimenten. Zijn bedoeling was om kunst te combineren met de behoefte van het dagelijkse leven. Iets wat in die tijd nogal ongewoon was. Kunst was namelijk voor de rijken. Na een bezoek aan een tentoonstelling in Philadelphia waar arts-and-craftsontwerpen te zien waren, raakte hij zo enthousiast dat hij interieurontwerper wilde worden. Tiffany begon te experimenteren met de vervaardiging van gekleurd glas, na terugkeer van een Europese reis. Hij was sterk onder de indruk van de kathedraal van Chartres. Hij werd een enthousiaste aanhanger van de Europese art nouveau, die vrije bloemontwerpen gebruikte en op de natuur gebaseerd was. Tiffany gebruikte dat als landschapschilder namelijk ook in zijn werk. Hij is de uitvinder van de tot op heden gebruikte methode om stukjes glas in koperfolie te wikkelen en dan te solderen. In die tijd was het nog gebruikelijk om glas in lood te zetten. Hij had drie specialiteiten: gebrandschilderd glas, favrile (gekleurd glas) en mozaïek. Tiffany stuurde zijn eerste werk naar de opening van de salon L’Art Nouveau van Siegfried Bing. Zo werd zijn werk tentoongesteld op de meest belangrijke ontmoetingsplaats voor nieuwe kunstenaars.
Van Tiffany zijn vooral zijn glas, schepen, lampen en ramen bekend. Hij maakte ook veel andere dingen, zoals juwelen, meubels, keramiek en kandelaars, kortom alles wat met het interieur te maken had, zelfs gordijnen en behang. Tiffany stuurde de eerste twee jaren alleen maar vazen naar de diverse tentoonstellingen. Zo creëerde hij de vraag. Omdat gebrandschilderde ramen erg duur waren, ging Tiffany over tot serieproductie. Dit is een belangrijk verschil tussen de opvatting over de art nouveau en zijn gedachte over die kunst. Maar zo werden zijn producten minder duur en waren ze voor een groter publiek betaalbaar.
Vooral de Tiffany-glas-in-loodlampen zijn bekend geworden. Aanvankelijk werden de lampen geblazen, later werden de lampen gemaakt van restjes glas die waren overgebleven bij de productie van gebrandschilderde ramen. Zijn werknemers, meest vrouwen, mochten zelf de kleuren bepalen. Zo had iedere lamp toch nog een individueel tintje. Deze lamp werd mede een groot succes doordat de gloeilamp net was uitgevonden (Edison). De bekendste lampen zijn Dragonfly (libelle) en Wisteria (blauweregen). Het zijn typische art-nouveauthema’s uit de natuur. De lampen hadden van voet tot kap de natuurlijke vormen van planten. Ook hier verdween de aandacht voor deze producten na de Eerste Wereldoorlog. Bij de opleving van deze kunst, in de jaren zestig, ontstonden er zelfs winkels met alleen maar neotiffanyproducten.

## Architecten

### België
- Brussel: Victor Horta, Paul Hankar, Henry Van de Velde
- Antwerpen: Jacques De Weerdt
- Sint-Niklaas: August Waterschoot
- Gent: Geo Henderick, Urbain Crommen, Achilles Van Hoecke-Dessel, Jules-Pascal Ledoux, Georges Vereecken

### Oostenrijk
- Wenen: Otto Wagner

### Spanje
- Barcelona: Antoni Gaudí

## Galerij

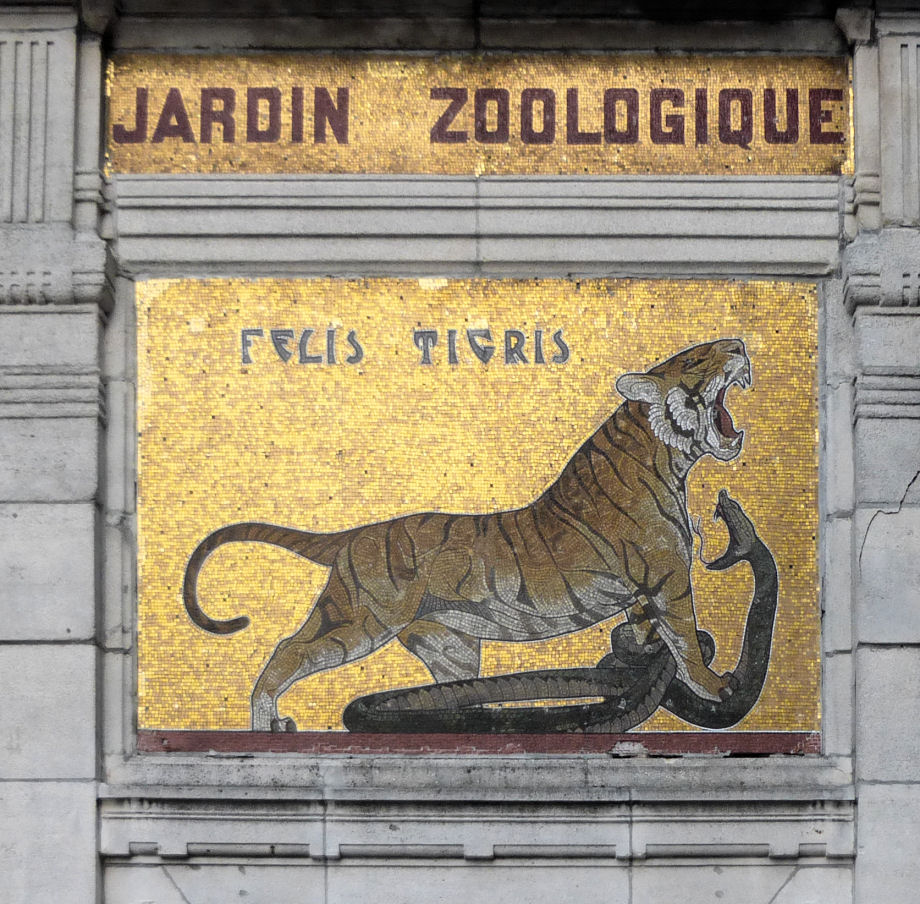
mozaïek: "Felis Tigris" door Henri Verbuecken, Antwerpen.
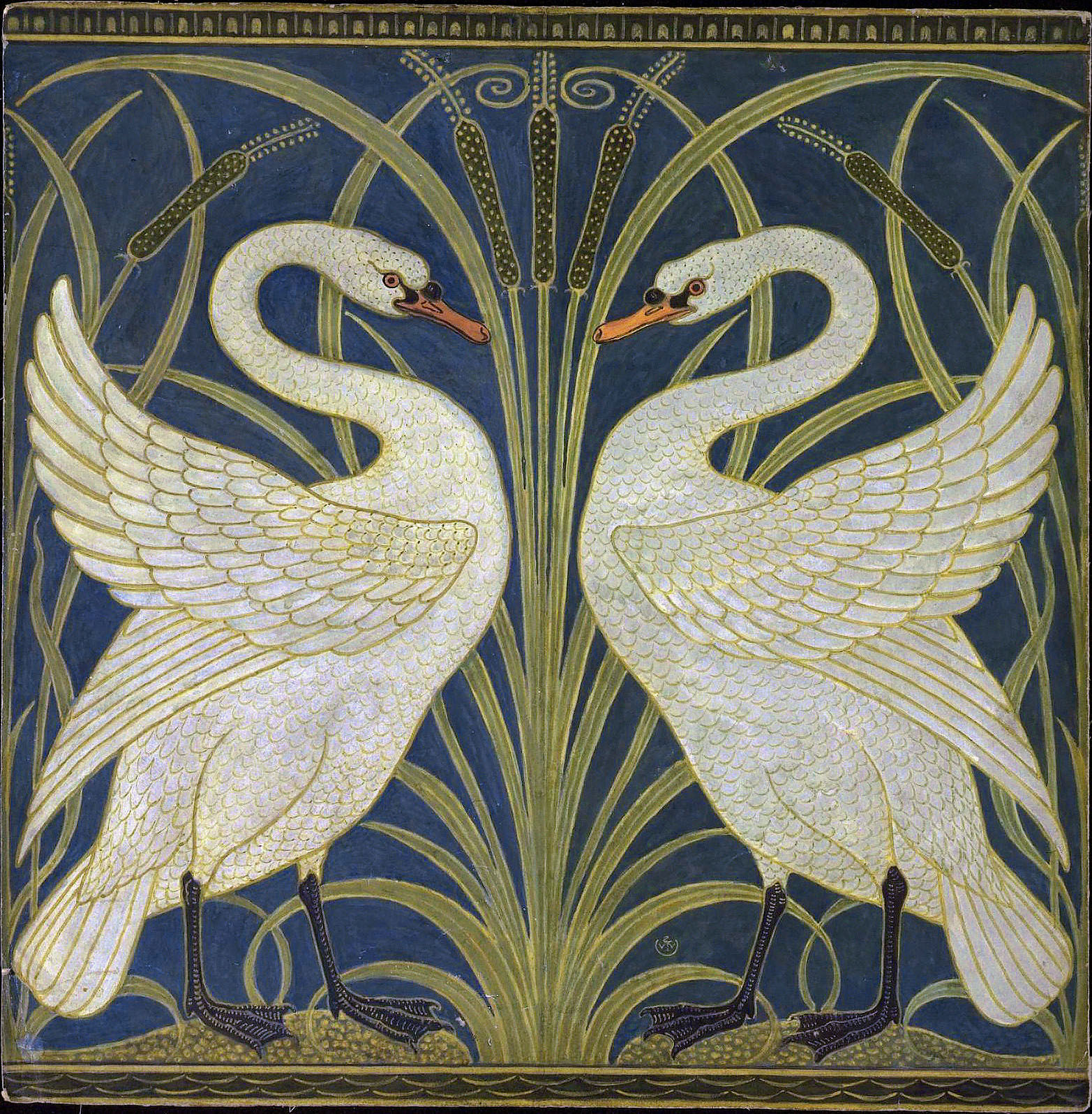
Detail behangontwerp – Walter Crane (1875)
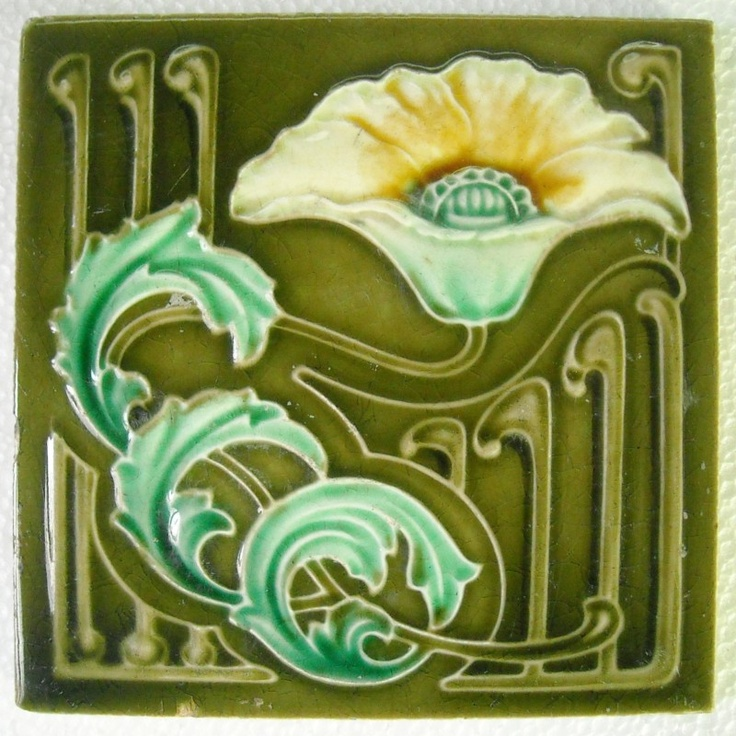
Tegels (ca. 1890-1910)
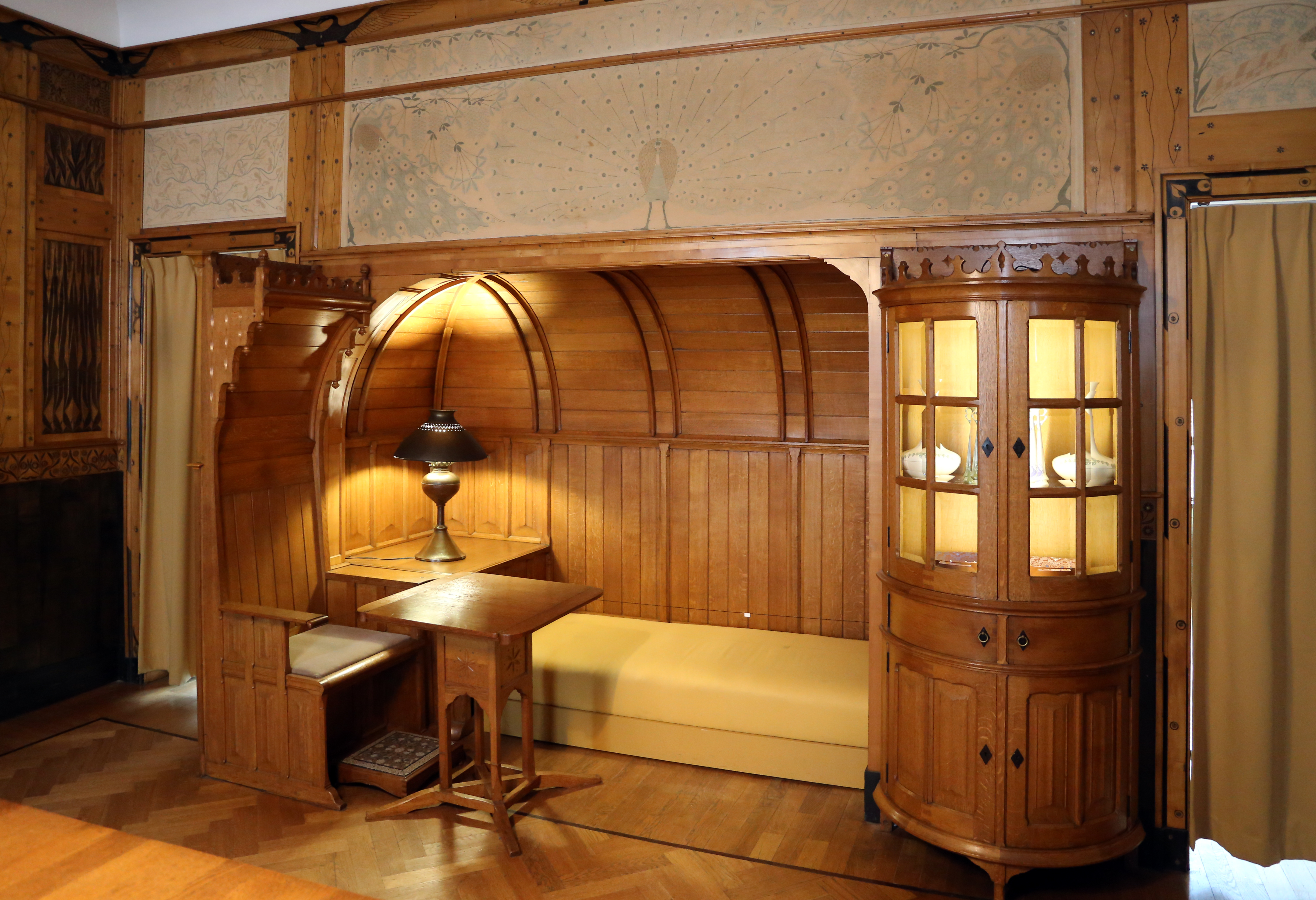
Interieur Kunstmuseum Den Haag – Gerrit Willem Dijsselhof (1895)
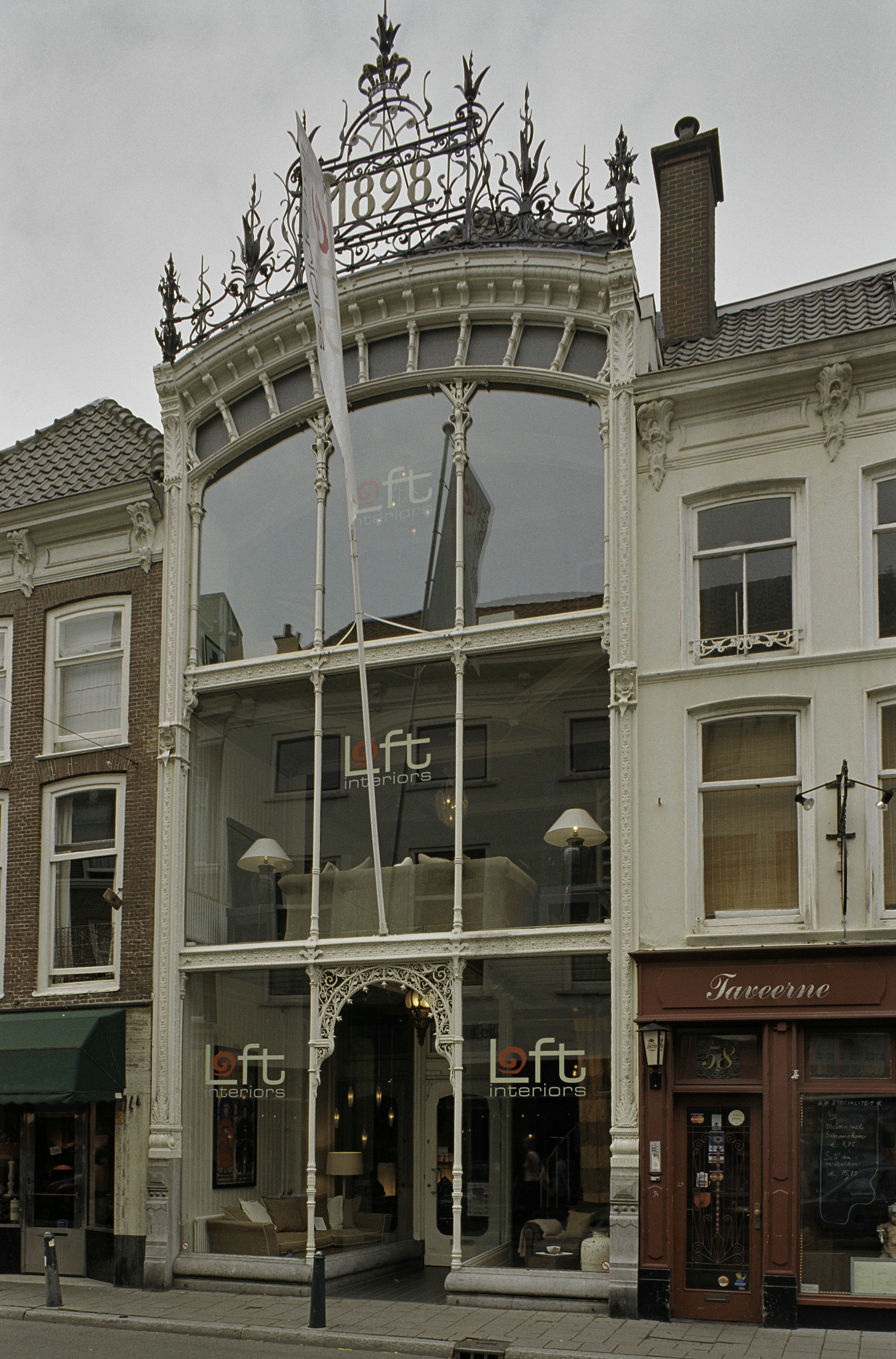
Metalen facade Denneweg 56, Den Haag (1898)
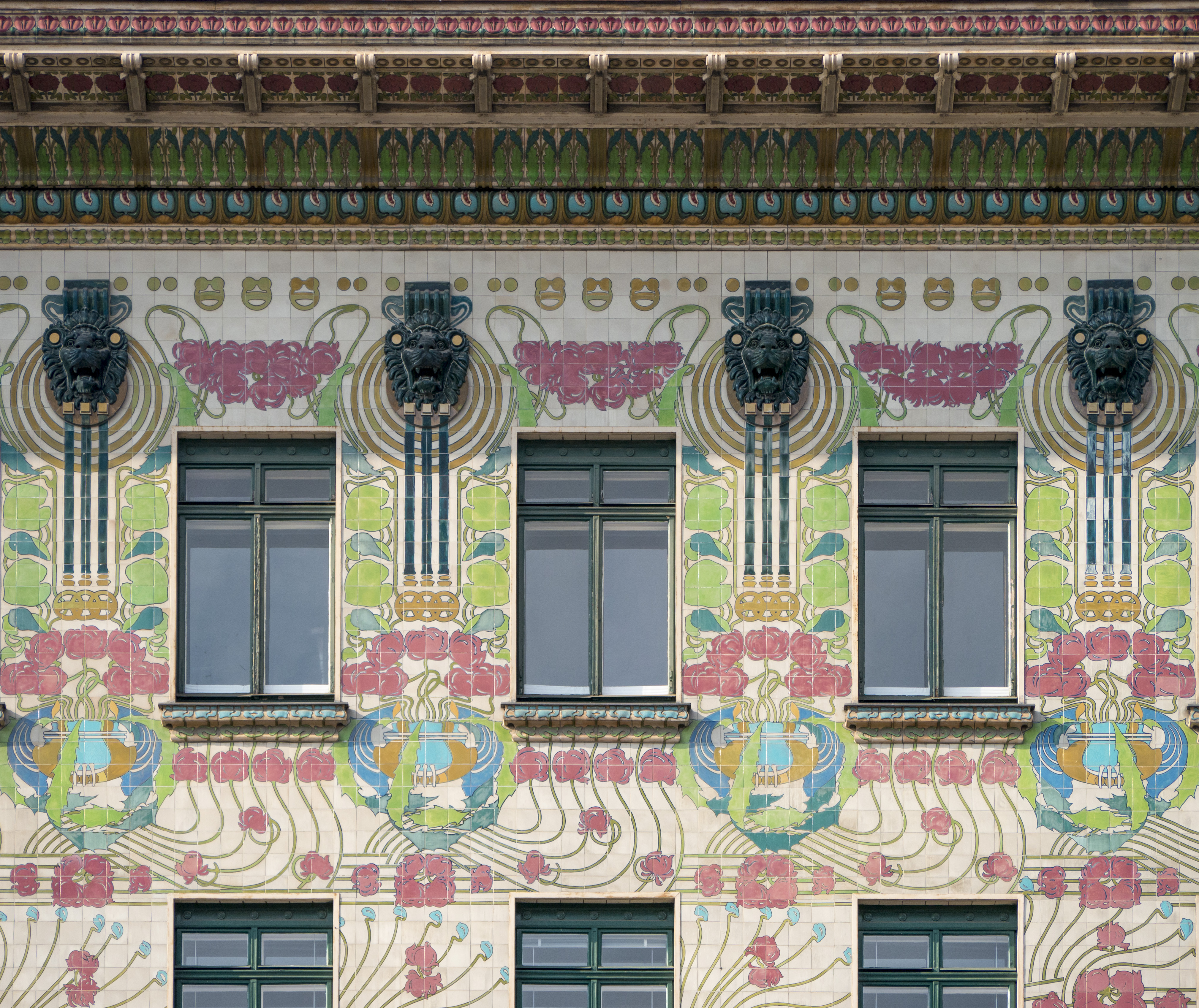
Bloem ontwerp op de facade van het Majolikahaus, Wenen – Alois Ludwig  (1898)
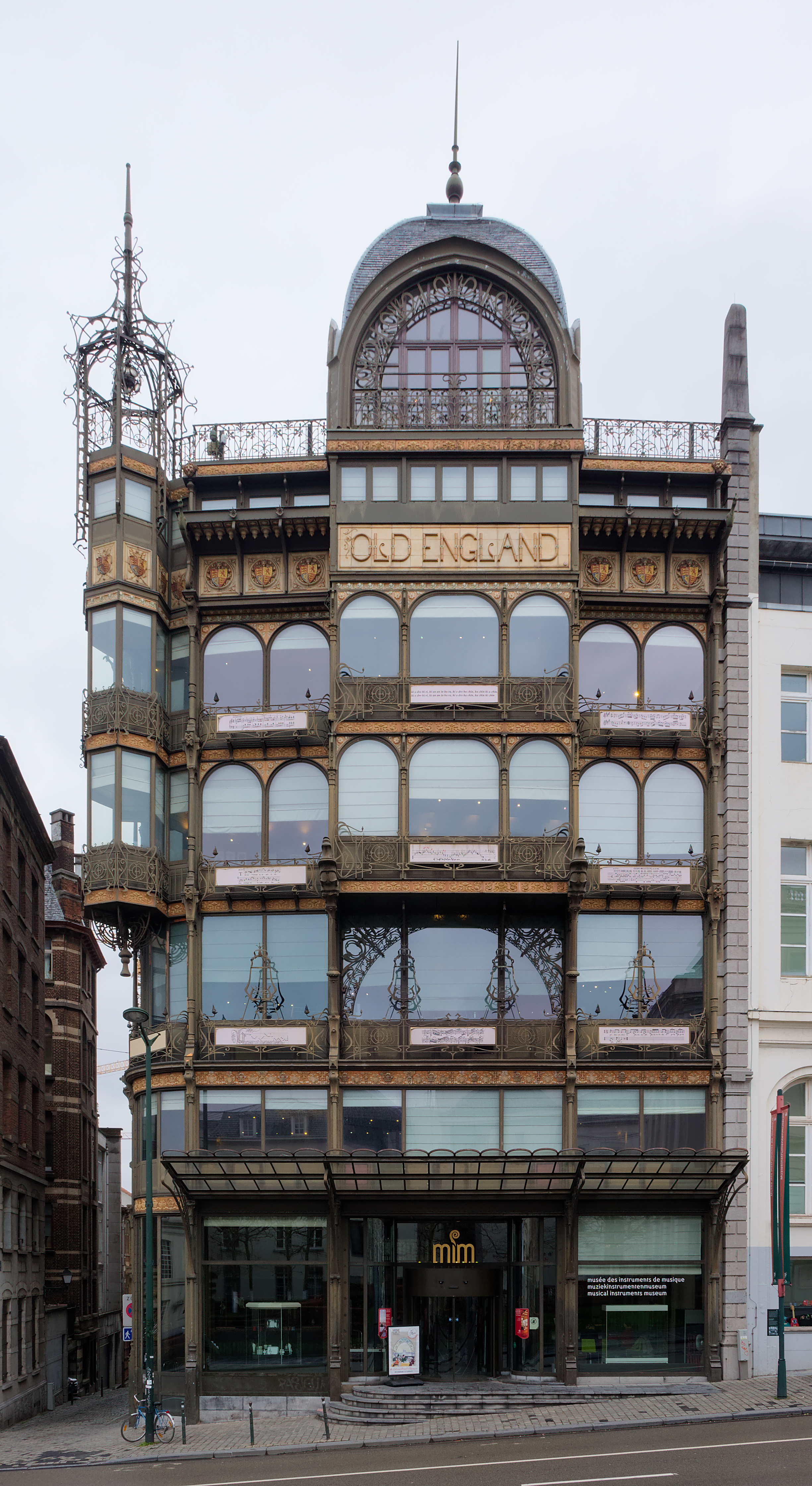
Metalen facade Old England, Brussel – Paul Saintenoy (1899)
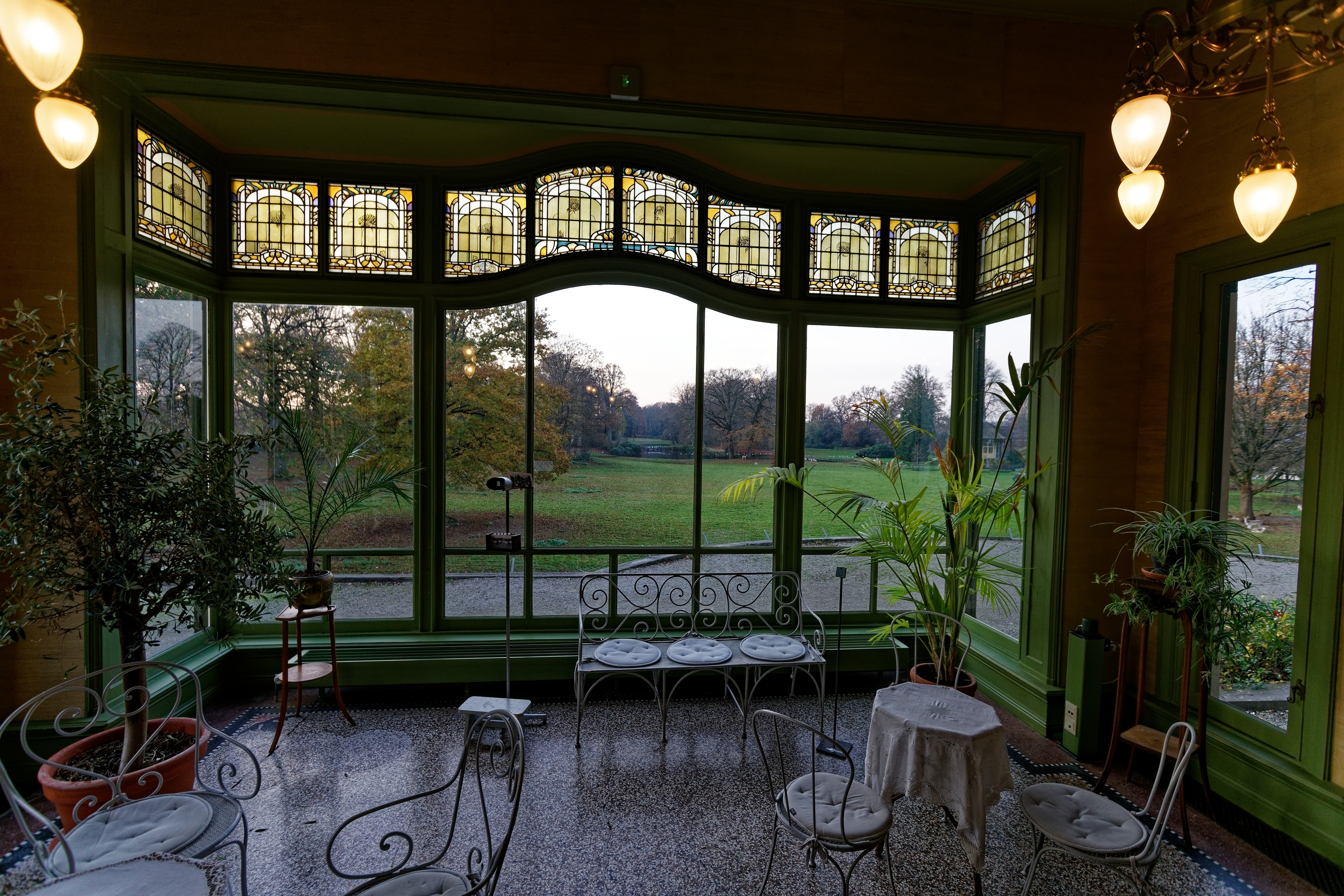
Interieur Rams Woerthe, Steenwijk – Dolf van Gendt (1899)
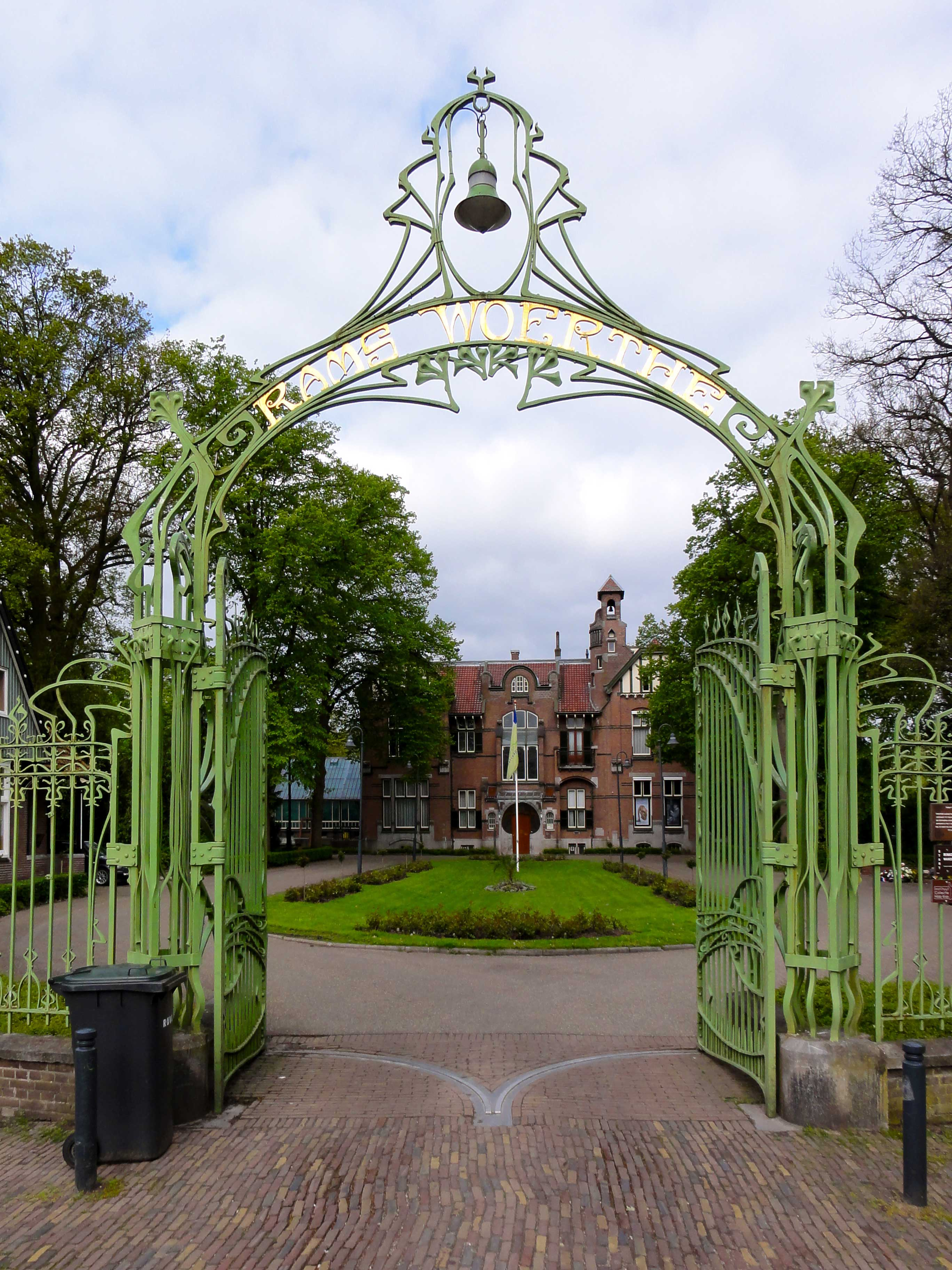
Toeganghek Rams Woerthe, Steenwijk – Dolf van Gendt (1899)
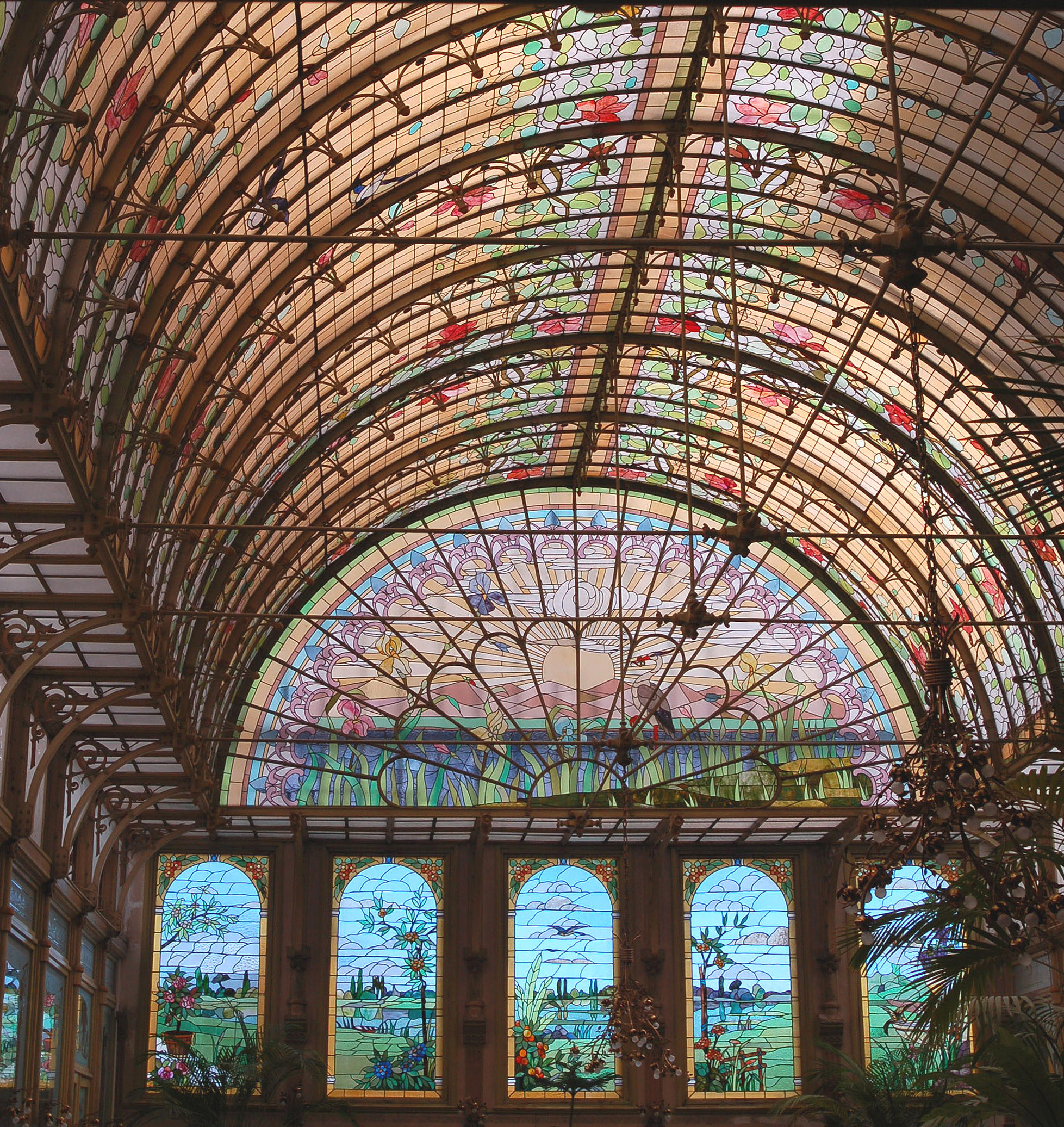
Wintertuin in het Ursulinenklooster, Onze-Lieve-Vrouw-Waver –  Raphaël Évaldre (1900)
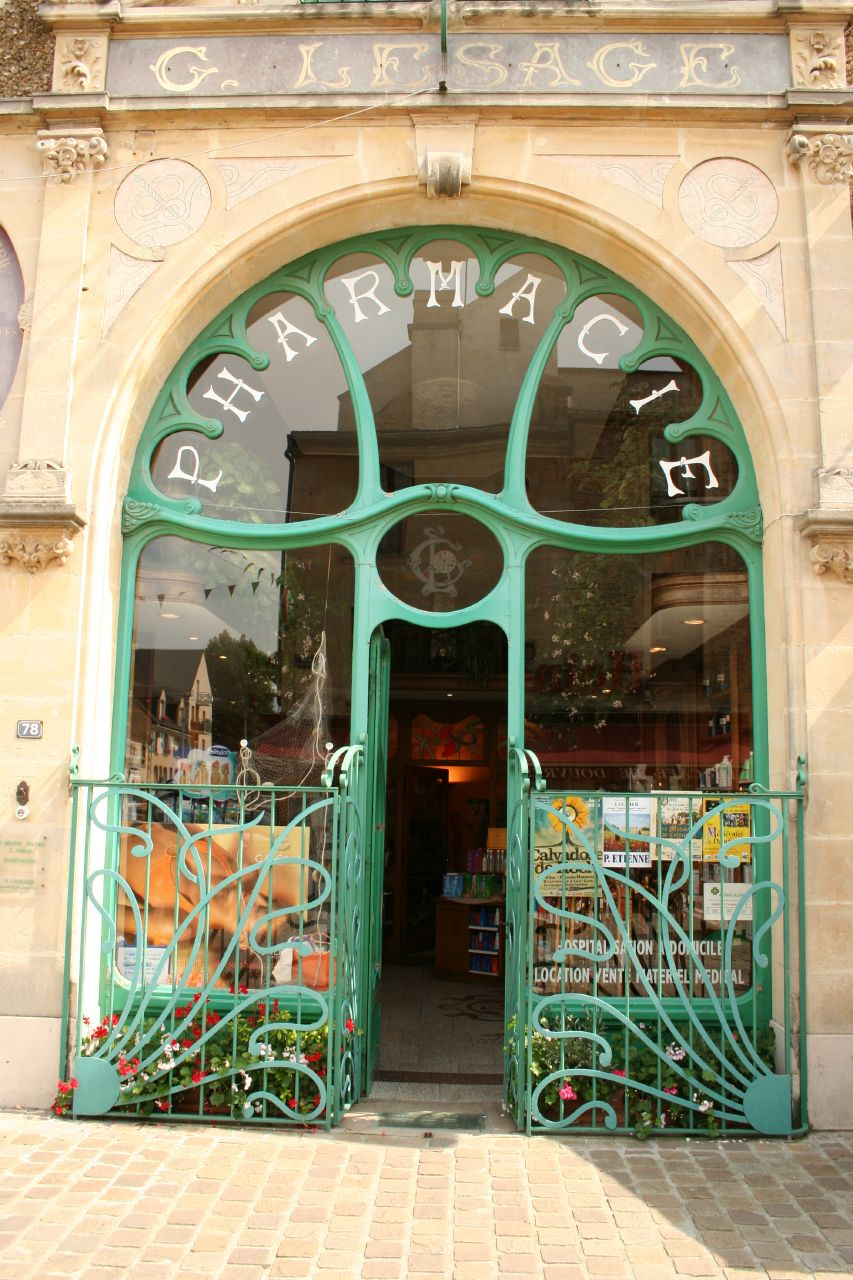
Metalen entree Apotheek Lesage, Frankrijk (1901)
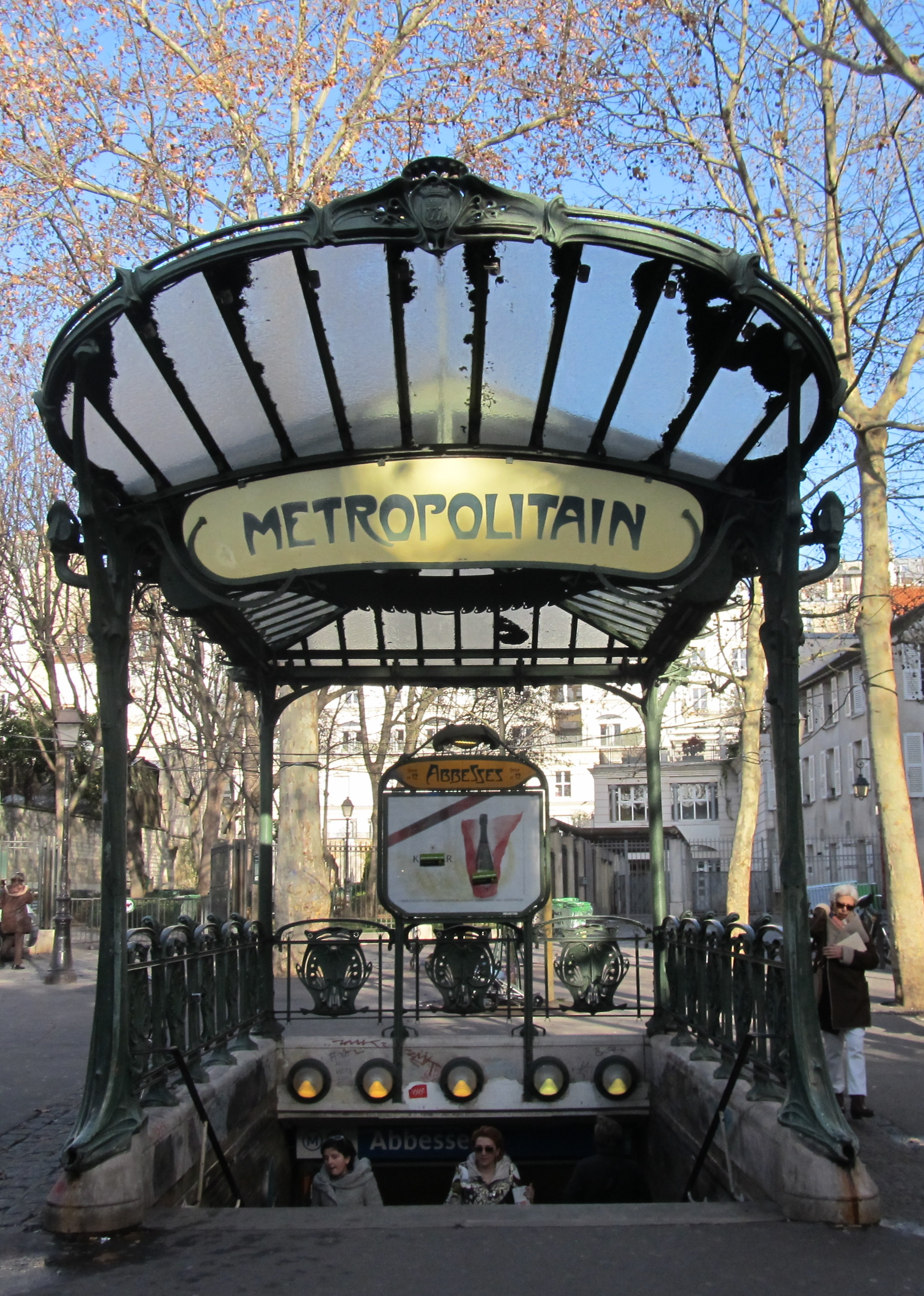
Metalen metro-ingang Abbesses, Parijs
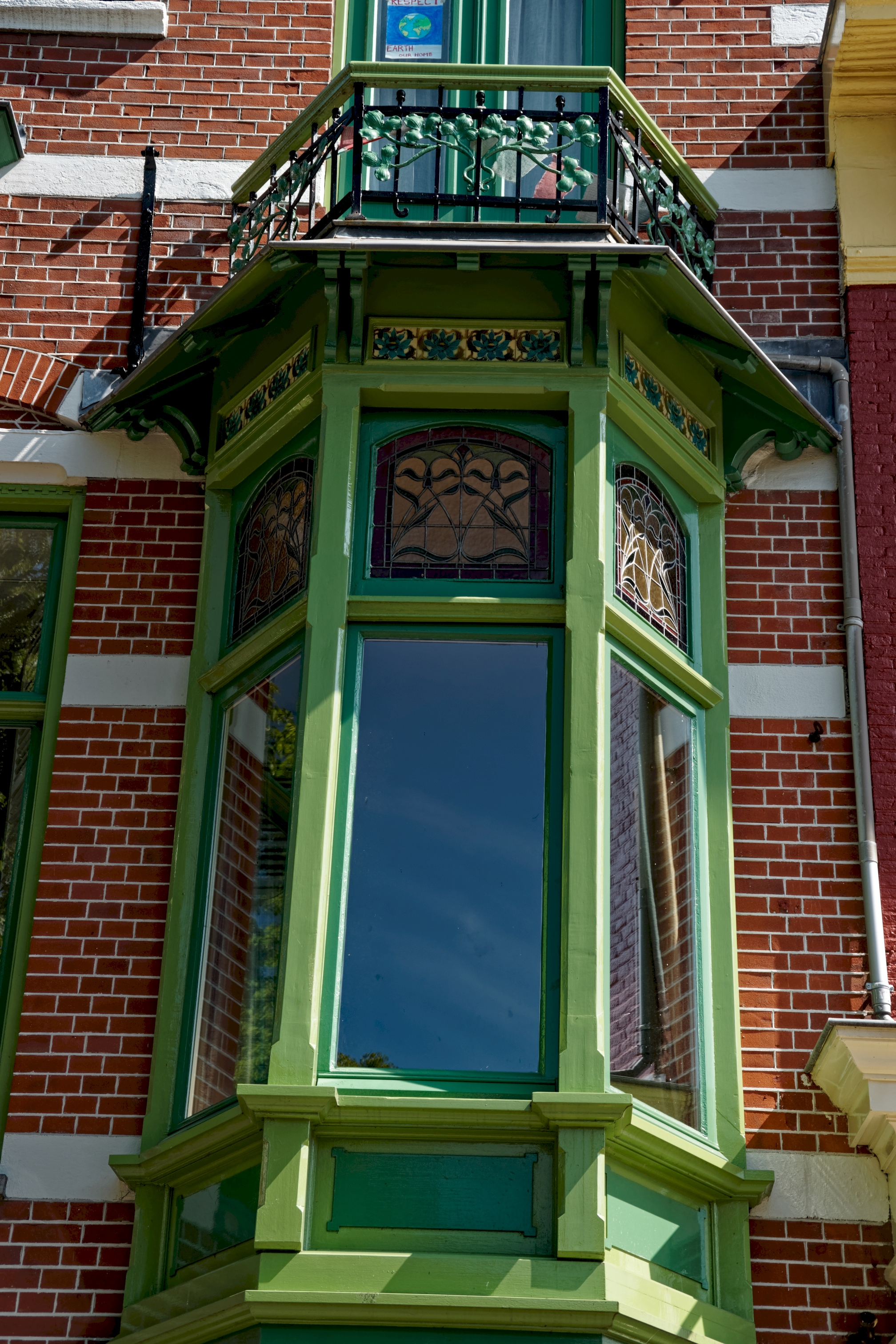
Detail, Alkmaar
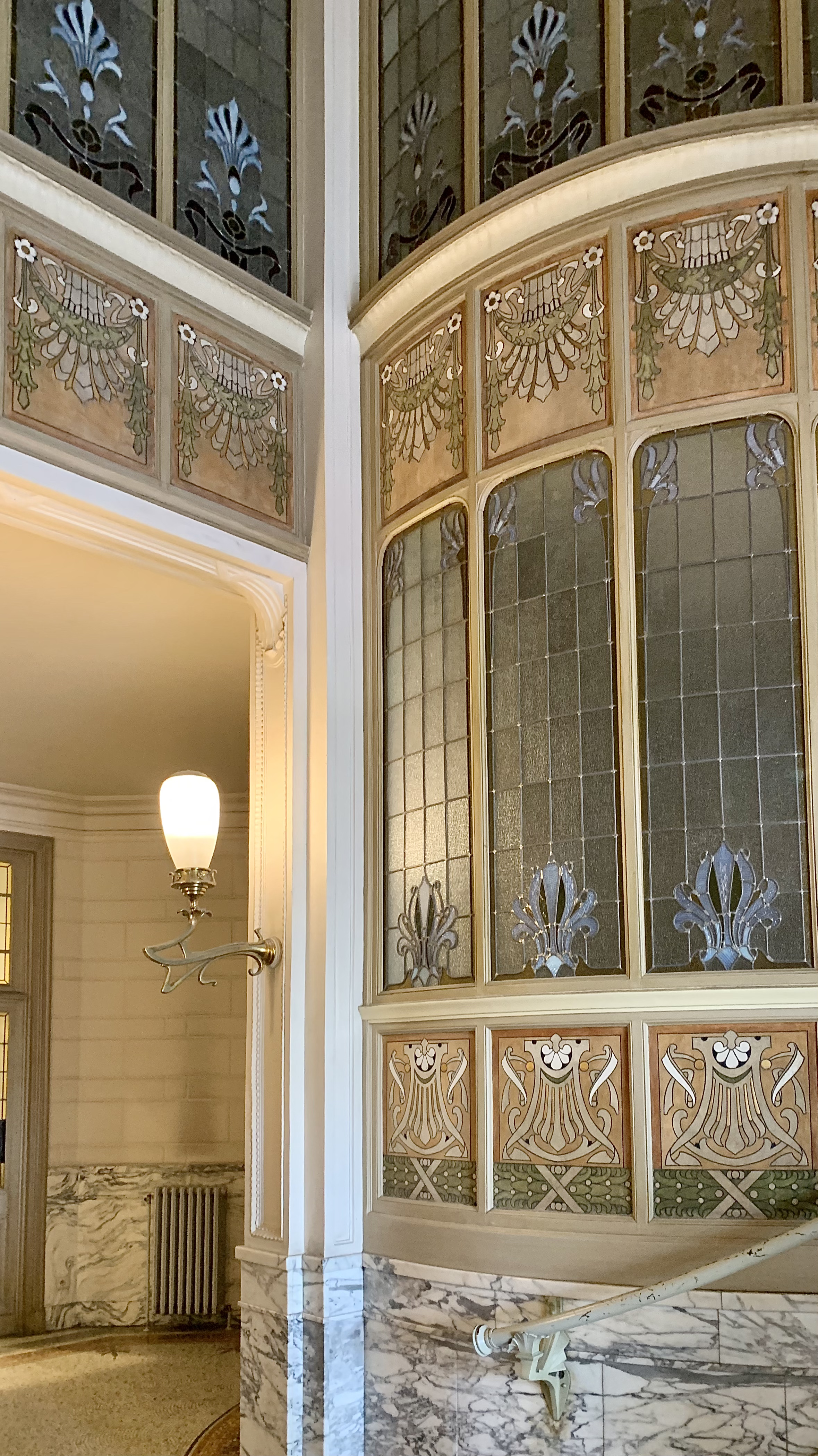
Interieur Musée Magritte Museum, Brussel
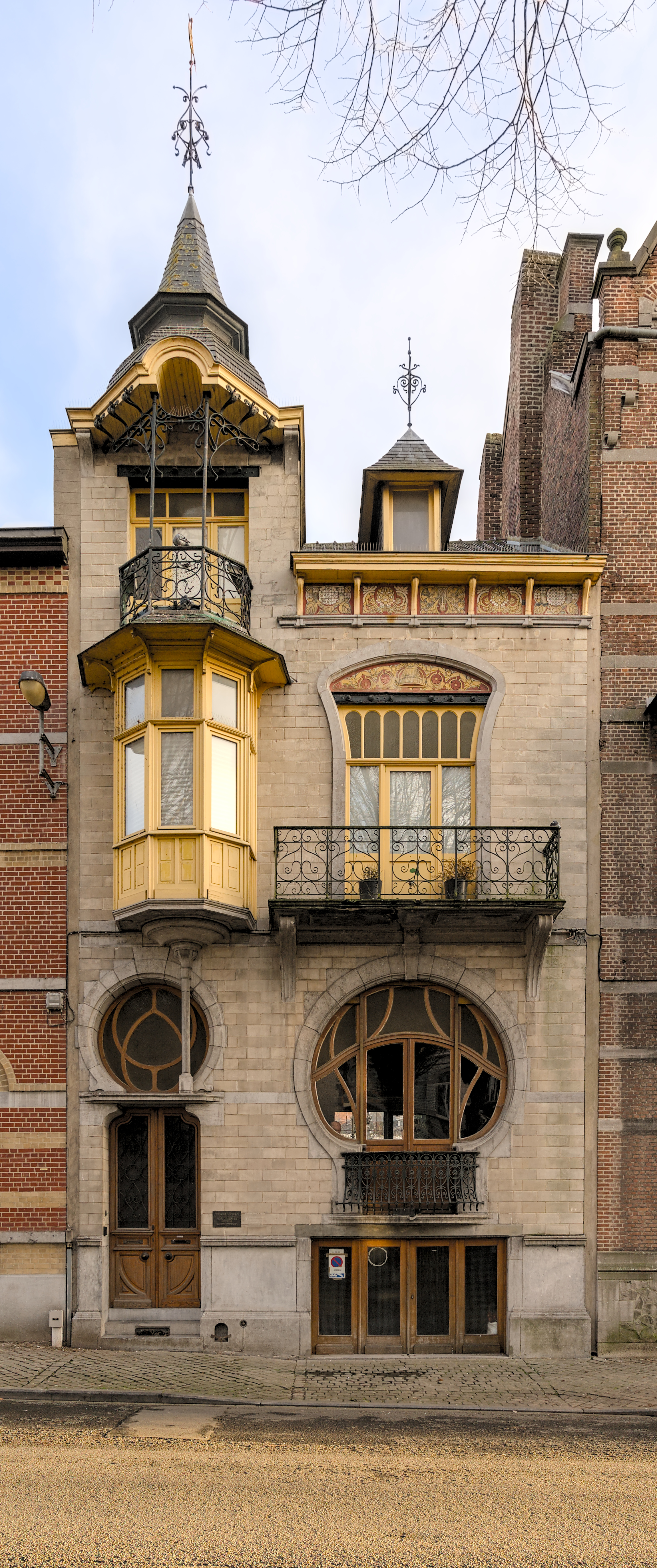
Gevel Place Victor Carbonnelle 5, Doornik – Georges De Porre (1903)
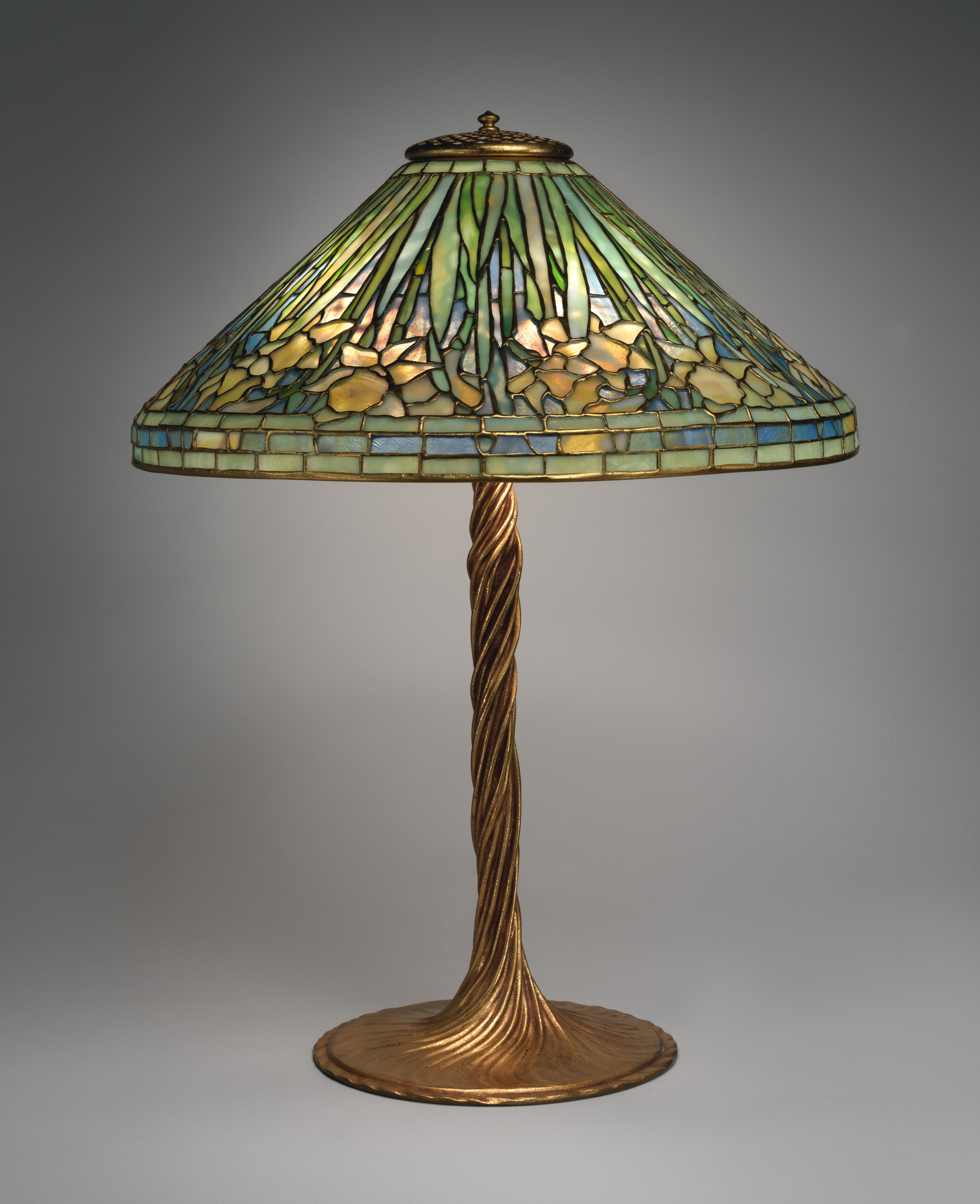
"Daffodil"-lamp, Verenigde Staten – Tiffany Studios (ca. 1904–24)
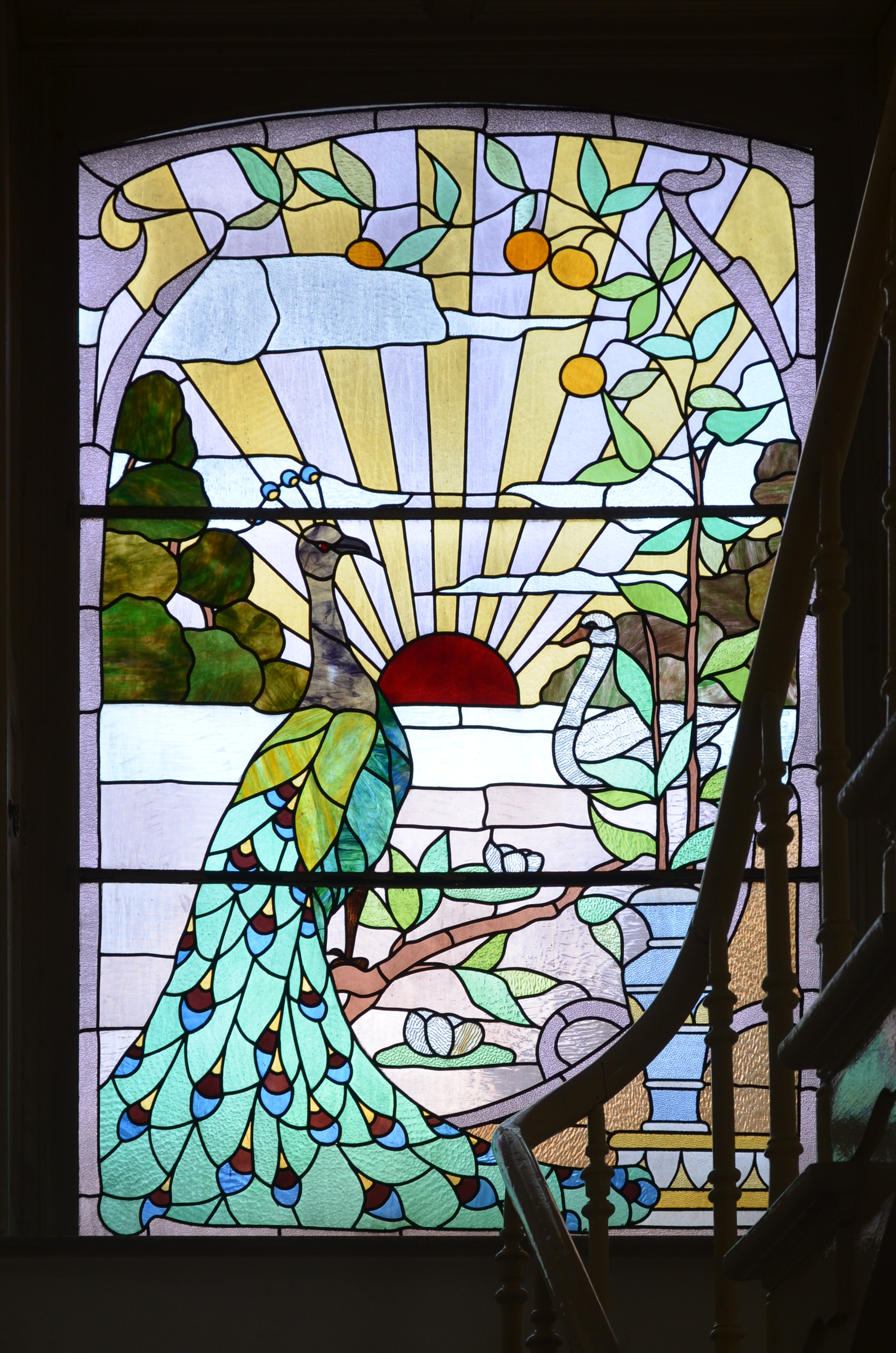
Glas-in-lood, Dampremy